# Międzyrzecz
Międzyrzecz (także Międzyrzecz Wielkopolski , łac. Mezerici, Mederecensis, niem. Meseritz) – miasto w zachodniej Polsce, w województwie lubuskim, w powiecie międzyrzeckim, siedziba gminy miejsko-wiejskiej Międzyrzecz. Zlokalizowany na Pojezierzu Lubuskim, przy ujściu Paklicy do Obry. 31 grudnia 2022 w mieście zamieszkiwało 17 057 osób.

## Geografia

### Położenie

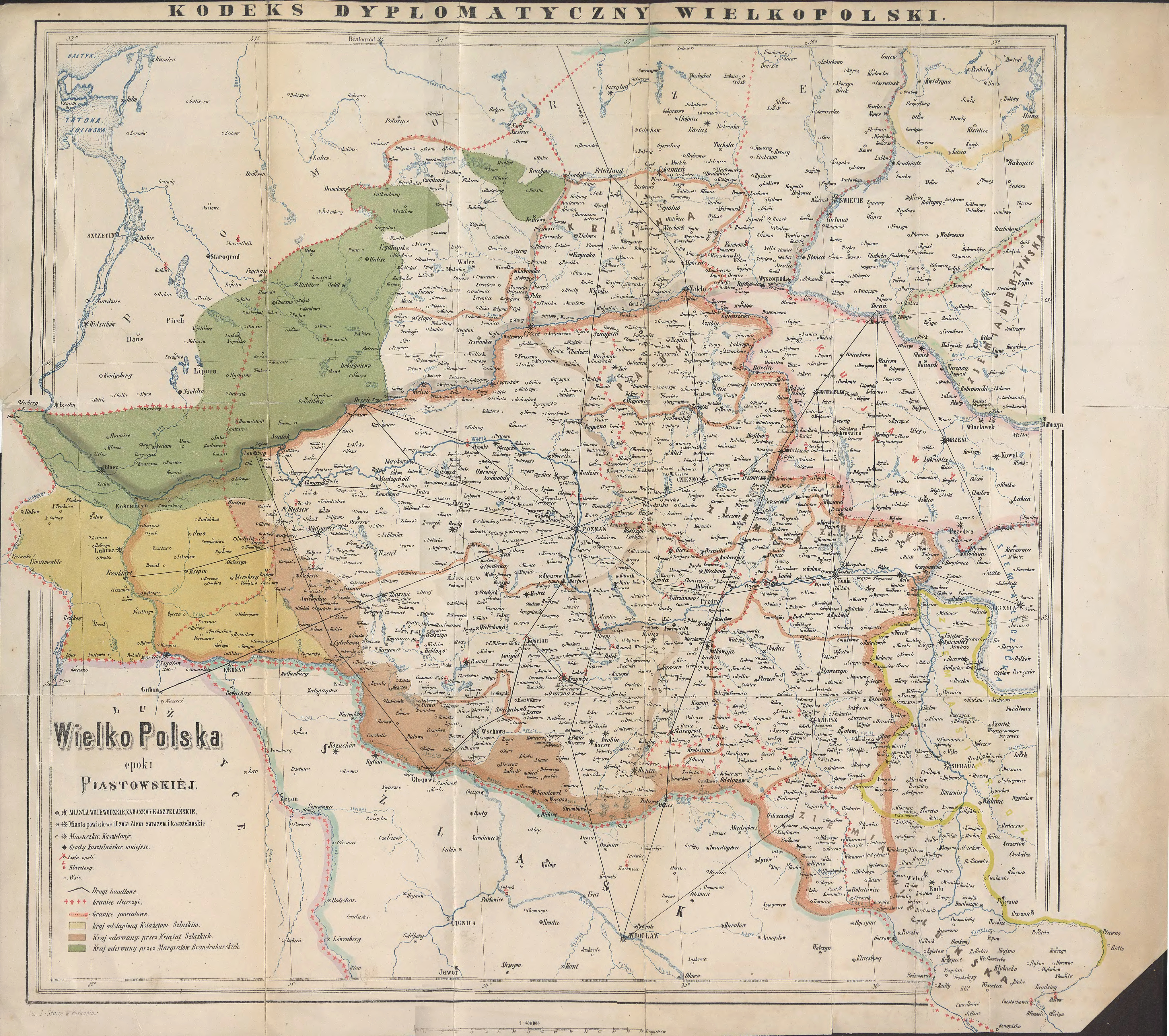
Międzyrzecz na historycznej mapie Wielkopolski sporządzonej w 1888 roku według danych zaczerpniętych z Kodeksu dyplomatycznego.

Miasto usytuowane jest w środkowej części gminy Międzyrzecz i powiatu międzyrzeckiego oraz wschodniej części województwa lubuskiego.
Historycznie zaliczane do Wielkopolski. Od XIV w. do 1793 r. znajdowało się w województwie poznańskim. W latach 1848–1919 leżało w Prowincji Poznańskiej, potem do 1938 r. w Marchii Granicznej Poznańsko-Zachodniopruskiej. W latach 1946–1950 miasto ponownie znalazło się w granicach województwa poznańskiego, zaś w latach 1950–1975 administracyjnie należało do województwa zielonogórskiego. W latach 1975–1998 wchodziło w skład województwa gorzowskiego.
Geograficznie leży w północno-zachodniej części Niziny Wielkopolskiej, w kotlinowatym rozszerzeniu doliny Obry, pomiędzy pagórkami międzyrzecko-pniewskimi, równiną nowotomyską i pagórkami świebodzińsko-sulęcińskimi.
Według danych z 1 stycznia 2022 powierzchnia miasta w granicach geodezyjnych wynosiła 10,26 km².
Częściami miasta Międzyrzecz są: Obrzyce (TERYT 0935535) i Winnica (TERYT 0935541).
Odległości z centrum Międzyrzecza do centrów innych większych miast:
| Miasto       | Odległość |
| ------------ | --------- |
| Gorzów Wlkp. | 48 km     |
| Zielona Góra | 67 km     |
| Poznań       | 117 km    |
| Szczecin     | 156 km    |
| Wrocław      | 216 km    |
| Warszawa     | 418 km    |
| Berlin       | 180 km    |

### Warunki naturalne
Miasto Międzyrzecz rozbudowało się w kotlinowatym rozszerzeniu doliny Obry, w miejscu ujścia do niej Paklicy. Zlokalizowane w północnej części Bruzdy Zbąszyńskiej na Pojezierzu Lubuskim. Położone na wysokości od 49,8 m n.p.m. do 52,5 m n.p.m. Kotlina, na dnie której powstało miasto, otoczona jest wzniesieniami sięgającymi do 140 m n.p.m. Dno niecki międzyrzeckiej wypełnione jest żyznymi namułami. Dzięki tym cechom oraz możliwości eksploatacji lasów, rzek i jezior sprzyjało powstaniu wspólnoty terytorialnej we wczesnym średniowieczu.
Współcześnie Międzyrzecz, zajmuje większość obszaru kotliny. Od wschodu sąsiaduje z ozem bobowickim, oddzielającym nieckę międzyrzecką od niecki polickiej. Od zachodu miasto sąsiaduje z ozem wojciechowskim. Na północny wschód od miasta rozciąga się oz obrzycki.

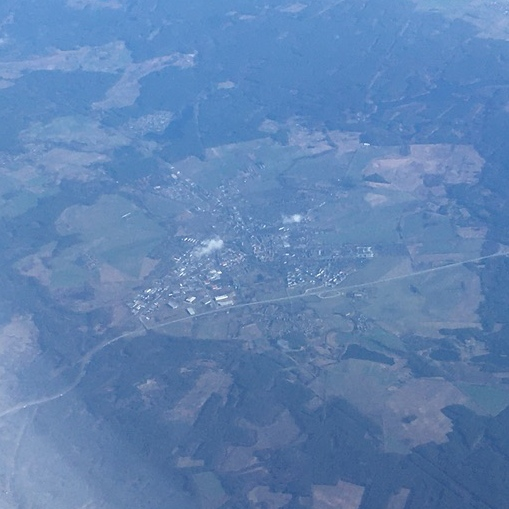
Międzyrzecz widziany z okna samolotu

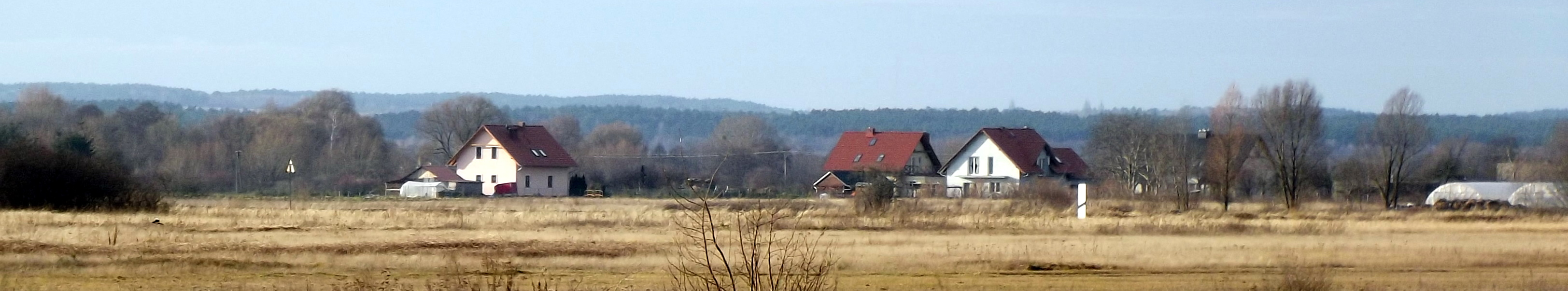
Widok ze wschodniej części niecki na wzgórza położone na południe od miasta

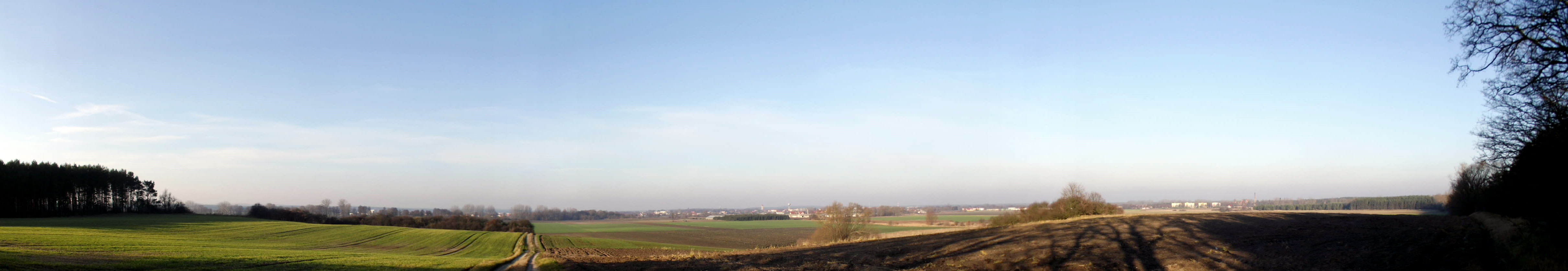
Niecka międzyrzecka, widok, z ozu bobowickiego

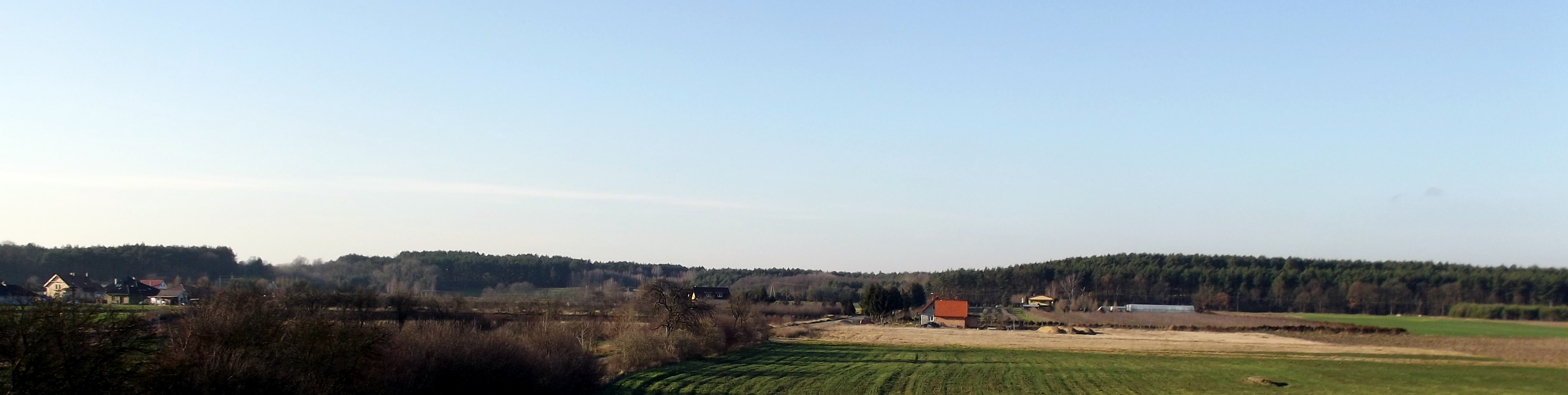
Oz wojciechowski

Na terenie obecnego miasta jeśli chodzi o topografię wyróżnić należy dwa niezbyt wysokie wyniesienia, ściśle związane z układem przestrzennym miasta. Pierwszym z nich jest wyniesienie powstałe we wierzchołku, które tworzy Obra i wpadająca do niej Paklica. Wyniesienie to otoczone było z trzech stron wodami rzek, a do wschodniej części przylegała zabagniona dolinka (dziś jest to sztuczne ujście Paklicy). Dzięki tym cechom, ulokowana została tutaj pierwsza osada. Drugim wyniesieniem, o znacznie większej powierzchni jest obszar związany z późniejszym miastem. Wyniesienie to obejmuje obszar znacznej części starego miasta. Pomimo licznych zmian na przestrzeni lat, obniżenie terenu we wszystkich kierunkach, od centralnej części (okolice Rynku, skrzyżowania ulicy Mieszka I i Waszkiewicza) jest czytelne do dziś. Reliktem, który cechował topografię tej części Międzyrzecza jest nazwa ulicy Wysoka (Hohestrasse) istniejąca do 1945 roku.
Sieć hydrograficzną Międzyrzecza tworzą rzeki Obra, Paklica oraz kilka innych cieków. Wartymi uwagi są dwie dawne fosy (raczej o charakterze gospodarczym) istniejące do dziś. Jedna z nich łączy bieg Paklicy i Obry, biegnie poprzez obecne ogródki działkowe, wzdłuż ulicy Pamiątkowej, Staszica i uchodzi do Obry w sąsiedztwie Pomnika 1000-lecia Państwa Polskiego. Druga fosa to niewielkiej długości ciek odprowadzający część spiętrzonych wód Paklicy, obok budynku Sądu i ulicy Zachodniej.

### Klimat
Miasto i okolice należą do cieplejszych obszarów kraju. Pogodę na Ziemi Międzyrzeckiej warunkują ścieranie się wilgotnych mas powietrza polarnomorskiego, podzwrotnikowego z suchymi masami powietrza kontynentalnego ze wschodu.
Średnia roczna temperatura dla Międzyrzecza wynosi 8 °C. Najchłodniejszym miesiącem jest styczeń a najcieplejszym lipiec (średnia od 17,4 do 17,6 °C).
Roczny opad na terenie miasta i okolic jest zróżnicowany, a podyktowane jest to rzeźbą terenu. Najwyższe wartości opadowe występują na południe od Międzyrzecza, na obszarze wysoczyzn (średnia roczna 575 mm), natomiast najniższe w dolinie Obry.
Dominującymi kierunkami wiatru są zachód, południowy zachód i północny zachód. Na terenie miasta i okolic, w okresie jesiennym i zimowym często występują mgły.
Klimat lokalny występujący na terenie Międzyrzecza i okolicznych obszarów podzielić można na:
- klimat wysoczyzny morenowej (na północny wschód i południowy zachód od miasta),
- klimat powierzchni sandrowej (na wschód i zachód od miasta),
- klimat doliny Obry,
- klimat większych zbiorników wodnych[14].

| Miesiąc                                 | Sty   | Lut   | Mar   | Kwi  | Maj  | Cze  | Lip  | Sie  | Wrz  | Paź  | Lis   | Gru   | Roczna |
| --------------------------------------- | ----- | ----- | ----- | ---- | ---- | ---- | ---- | ---- | ---- | ---- | ----- | ----- | ------ |
| Rekordy maksymalnej temperatury [°C]    | 14,0  | 18,3  | 22,3  | 30,2 | 31,4 | 36,1 | 37,1 | 37,1 | 30,1 | 26,6 | 17,4  | 14,1  | 37,1   |
| Średnie temperatury w dzień [°C]        | 1,8   | 3,1   | 7,8   | 14,1 | 19,6 | 22,1 | 24,3 | 24,0 | 18,9 | 13,3 | 6,6   | 3,0   | 13,2   |
| Średnie dobowe temperatury [°C]         | -0,7  | 0,0   | 3,8   | 8,8  | 13,9 | 16,7 | 18,8 | 18,4 | 14,0 | 9,1  | 3,9   | 0,7   | 8,9    |
| Średnie temperatury w nocy [°C]         | -3,5  | -3,0  | 0,0   | 3,7  | 8,4  | 11,5 | 13,6 | 13,2 | 9,5  | 5,3  | 1,2   | -1,8  | 4,9    |
| Rekordy minimalnej temperatury [°C]     | -25,7 | -21,4 | -16,3 | -6,5 | -2,1 | 1,5  | 6,2  | 4,4  | 1,2  | -6,1 | -11,2 | -18,7 | −25,7  |
| Opady [mm]                              | 35    | 29    | 37    | 31   | 46   | 55   | 76   | 55   | 41   | 31   | 38    | 41    | 514    |
| Średnia liczba dni z opadami            | 9     | 8     | 9     | 7    | 9    | 10   | 11   | 10   | 8    | 8    | 9     | 10    | 108    |
| Źródło: Na podstawie 35-lecia 1979-2013 |       |       |       |      |      |      |      |      |      |      |       |       |        |

### Ochrona środowiska
W sąsiedztwie Międzyrzecza znajduje się kilka obszarów chronionych. Na południe od miasta rozciągają się dwa obszary Natura 2000:
- Obszar Natura 2000 Nietoperek wraz z rezerwatem Nietoperek i Zespołem przyrodniczo-krajobrazowym Uroczyska Międzyrzeckiego Rejonu Umocnionego,
- Obszar Natura 2000 Dolina Leniwej Obry.

Ponadto w okolicach miasta znajduje się kilkanaście użytków ekologicznych oraz kilka obszarów chronionego krajobrazu:
- 8A – Dolina Obry,
- 13 – Rynna Paklicy i Ołoboku.

Na terenie miasta znajduje się kilka pomników przyrody.

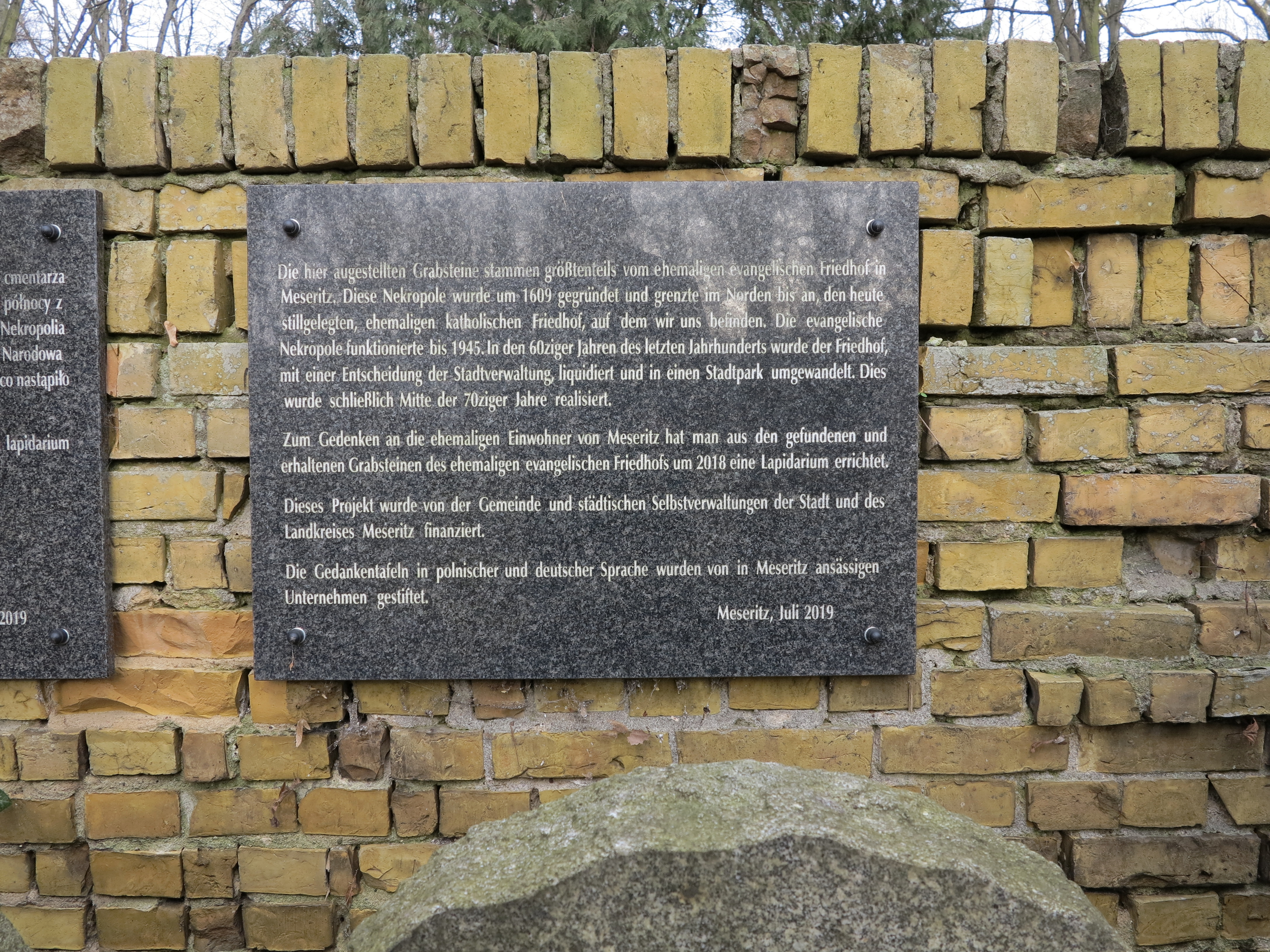
Tablica upamiętniająca cmentarz protestancki

| Lokalizacja                               | Opis                                        | Akt prawny                |
| ----------------------------------------- | ------------------------------------------- | ------------------------- |
| Międzyrzecz – ul. Staszica                | Topola biała – obw. 525 cm, wys. 30 m       | R.W.L. nr 41 z 19/05/2006 |
| Międzyrzecz – pl. przy pomniku 1000-lecia | Wierzba biała – obw. 630 cm, wys. 10 m      | R.W.L. nr 41 z 19/05/2006 |
| Międzyrzecz – ul. Sienkiewicza            | Wierzba biała – obw. 437 cm, wys. 15 m      | R.W.L. nr 41 z 19/05/2006 |
| Międzyrzecz – skwer przy gotyckiej farze  | Wiąz szypułkowy – obw. 370 cm, wys. 30 m    | R.W.L. nr 41 z 19/05/2006 |
| Międzyrzecz – dziedziniec muzeum          | Lipa szerokolistna – obw. 370 cm, wys. 26 m | R.W.L. nr 41 z 19/05/2006 |

### Układ przestrzenny

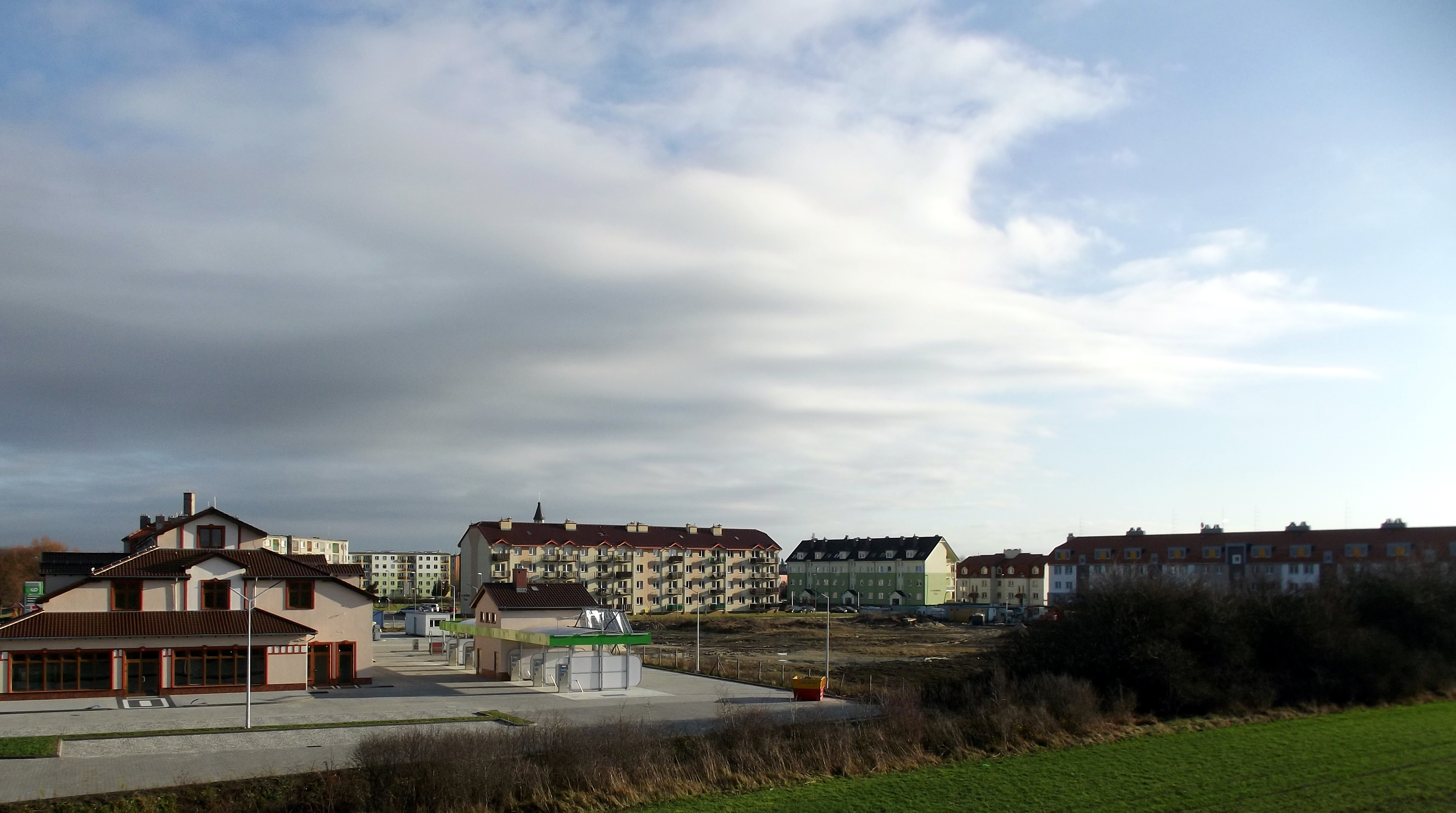
Fragment Os. Zachodniego z rozbudowywanym Os. Wojskowym

Współczesny obraz architektoniczny i komunikacyjny miasta to wynik rozwoju i wielu przekształceń na przestrzeni kilkuset lat jego funkcjonowania. Gród wraz z podgrodziem oraz przyległymi osadami (targowej – rejon dzisiejszej ulicy Garncarskiej oraz rolniczej – rejon dawnego folwarku zamkowego i ulicy Winnica) już na przełomie X i XI wieku stanowił skupisko osadnicze o miejskim charakterze. Rozplanowanie miasta po lokacji jest czytelne do dziś. W okresie średniowiecznym rozwój oparł się na drodze prowadzącej do Poznania. Cechą charakterystyczną dla Międzyrzecza w tym czasie jest wachlarzowaty przebieg ulic. Wszystkie trzy główne drogi zbiegają się promieniście u wejścia na teren wyspy zamkowej (obecnie ul. Podzamcze). Na wygląd średniowiecznego miasta wpływ miało położenie między rzekami, co uniemożliwiło powstanie rozleglejszych obszarów zabudowy i ściśnięcie miasta w obrębie murów obronnych. U schyłku średniowiecza miasto powoli wychodzi poza obręb fortyfikacji. W następnych okresach wykształcają się przedmieścia. Powolny choć systematyczny rozwój miasta trwa do przełomu XIX i XX wieku.

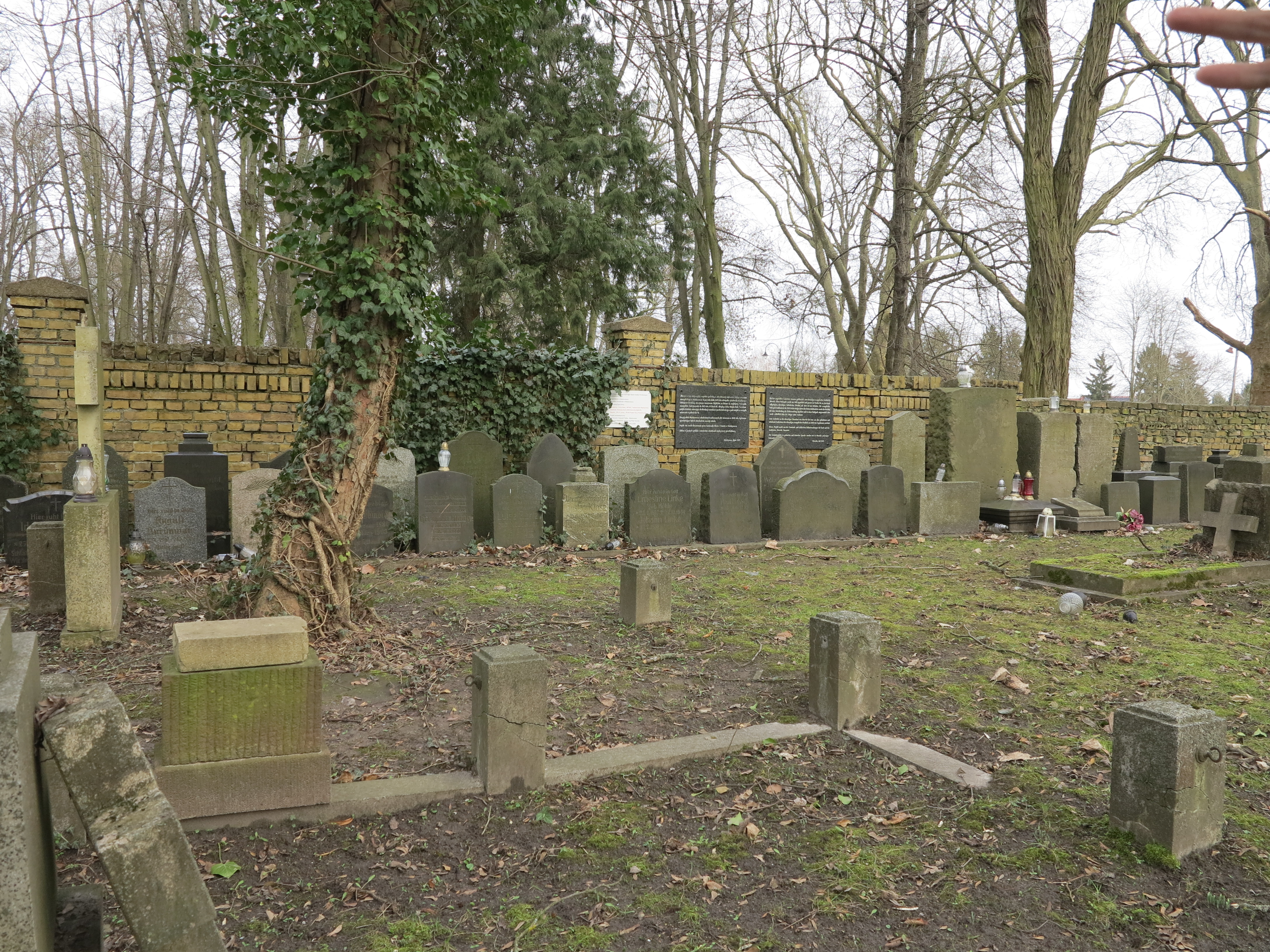
Lapidarium z kamieniami byłego cmentarza ewangelickiego

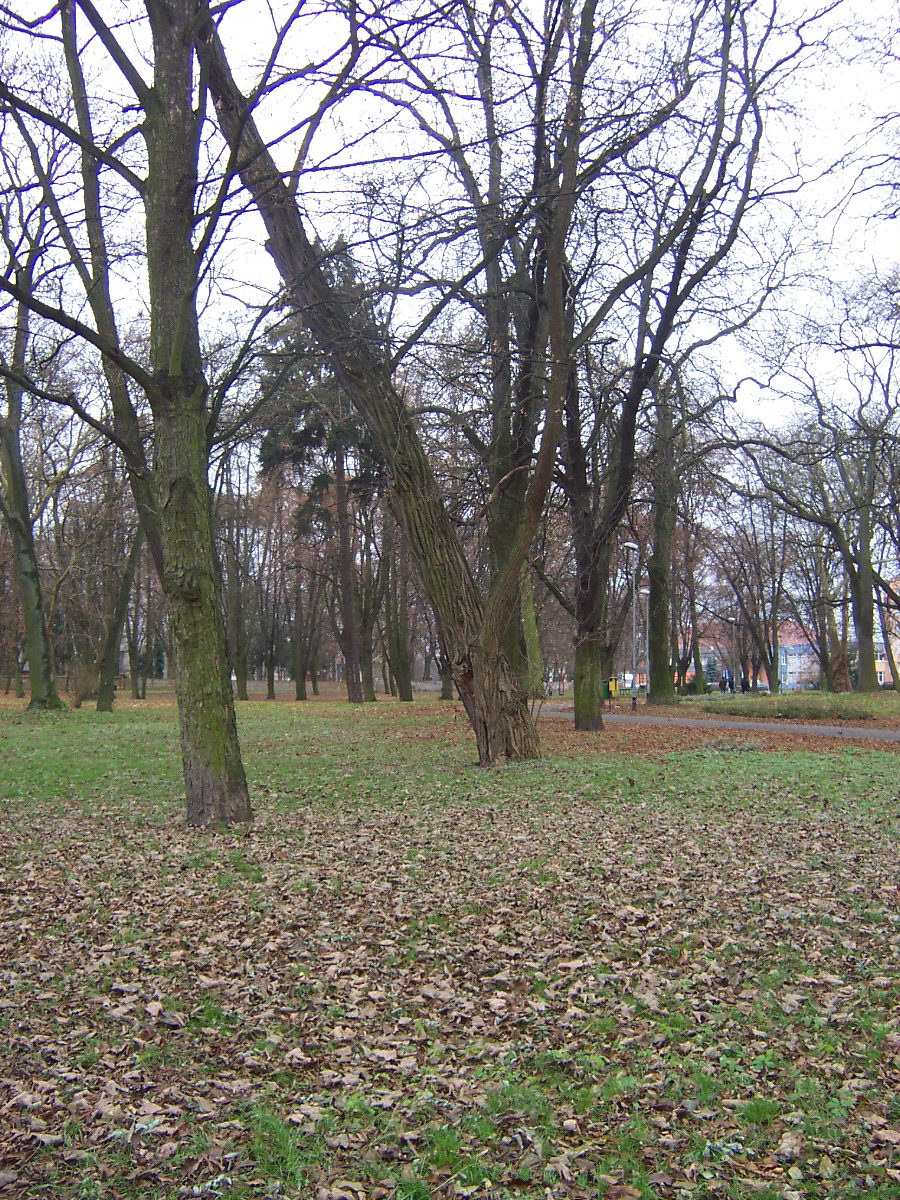
Park na terenie dawnego cmentarza ewangelickiego

W początku XX wieku i okresu międzywojennego następuje znaczący rozwój miasta, a zarazem jego układu przestrzennego. Powstają nowe osiedla i łączące je drogi i ulice. Dodatkowo w 1923 do Międzyrzecza przyłączono wieś Winnica, a w 1928 kompleks szpitalny Obrawalde wraz z przyległościami, znane dziś jako Obrzyce. Znaczne zmiany w układzie miasta następują po II wojnie światowej w związku ze zniszczeniami miasta (głównie w obrębie starego miasta). Współcześnie w Międzyrzeczu oprócz obszaru Starego Miasta wyodrębniło się kilka osiedli usługowo-mieszkalnych:
- Osiedle Zachodnie
- Osiedle Kasztelańskie
- Osiedle Zamkowe
- Osiedle Reymonta
- Osiedle Piastowskie
- Osiedle Centrum (obszar dawnych przedmieść)
- Osiedle 40-lecia
- Osiedle gen. W. Sikorskiego
- Osiedle Sienkiewicza
- Osiedle nad Obrą

Przepływająca przez Międzyrzecz rzeka Obra dzieli je na dwie części: prawobrzeżną (północną) z dominującą częścią przemysłową i lewobrzeżną (południową), gdzie w znacznym stopniu przeważa zabudowa mieszkalno-usługowa, z niewielką częścią przemysłową we wschodniej części miasta.

### Zagospodarowanie przestrzenne
Podział gruntów w mieście (stan na 2005 rok):
| Rodzaj              | Powierzchnia |
| ------------------- | ------------ |
| Użytki rolne        | 481 ha       |
| Lasy i grunty leśne | 24 ha        |
| Pozostałe grunty    | 521 ha       |
| Razem               | 1026 ha      |

Struktura własności gruntów w Międzyrzeczu:
- Grunty Skarbu Państwa – 318 ha
- Grunty gmin i związków międzygminnych – 348 ha
- Grunty, które są własnością samorządowych osób prawnych oraz grunty, których właściciele są nieznani – 2 ha
- Grunty osób fizycznych – 245 ha
- Grunty kościołów i związków wyznaniowych – 1 ha
- Grunty powiatów – 27 ha
- Grunty województw – 63 ha
- Grunty spółek prawa handlowego – 23 ha

## Demografia
Dane według stanu na 31 grudnia 2022.
| Ogółem                        | 17 057 |
| Kobiety                       | 8916   |
| Mężczyźni                     | 8141   |
| Gęstość zaludnienia (os./km²) | 1662   |

Pod względem liczby mieszkańców Międzyrzecz zajmuje 7. miejsce w województwie lubuskim. Stałą tendencją od kilku lat jest nieznaczny odpływ ludności z obszaru miasta, co spowodowane jest zarówno poszukiwaniem pracy w innych miastach Polski oraz zagranicą, jak i migracją do niezurbanizowanych części gminy.
Według stanu na 31 grudnia 2014 w Powiatowym Urzędzie Pracy w Międzyrzeczu zarejestrowanych było 1524 osób bezrobotnych zameldowanych na terenie gminy Międzyrzecz.
| II poł. IX w. | ok. 100  | 1952 | 7641  |
| poł. XVI w.   | 600-1000 | 1961 | 11000 |
| 1793          | 2502     | 1968 | 12305 |
| 1800          | 3539     | 1976 | 16800 |
| 1808          | 3712     | 1980 | 17700 |
| 1828          | 4110     | 1995 | 20269 |
| 1850          | 4836     | 1996 | 20346 |
| 1875          | 4676     | 2000 | 18865 |
| 1913          | 6199     | 2005 | 18698 |
| 1929          | 9550     | 2010 | 18472 |
| 1939          | 12096    | 2015 | 18459 |

Piramida wieku mieszkańców Międzyrzecza w 2014 roku:

## Toponimia
Międzyrzecz swoją nazwę bierze od usytuowania między rzekami Obrą i wpadającą do niej Paklicą. Pierwsza wzmianka, a zarazem nazwa miasta to Mezerici zanotowana przez Thietmara z Merseburga. W kolejnych okresach miasto w różnych dokumentach określa się m.in.: Meczirecze, Myedzyrzecz, Myedzyrzecze, Mazirecs. Miejscowość w zlatynizowanej staropolskiej formie Mezyriecze notuje Gall Anonim w swojej Kronice polskiej spisanej w latach 1112–1116 .
Miasto odnotowano w języku polskim, niemieckim i po łacinie w 1005 jako „Mezerici”, w latach 1095–1102 jako „Meczirecze, Medzyrzecze, Miedzyrzecz, Medirecze, Medzyrzecz, Mazerice, Myedzirzecz”, 1232 „Mezerets”, 1245 „Meserecz”, 1246 „Medzirzecz, Myedzyrzecz”, 1259 „Meseriz, Mesereize”, 1260 „Mezeriz”, 1261 „Mazirecs”, 1268 „Myedzyrzecze”, 1275 „Mezirecz”, 1303 „Mezirec”, 1309 „Mezirzecz”, 1312 „Meseritz”, 1316 „Meseritcz”, 1329 „Mezericz”, 1335 „Medzirecz”, 1359 „Mesericz”, 1362 „Meczirzecz”, 1374 „Medzerecz”, 1397 „Medzericz”, 1402 „Medzrzecz”, 1402-08 „Meszeritcz”, 1412 „Medzerzecz”, 1412 „Mozericz”, 1413 „Medzczirz”, 1423 „Medzyrecz”, 1423 „Medzyrzrecz”, 1440 „Miedzirzecz”, 1457 „Myedzirecz”, 1462-65 „Myedzyrzetcz, Myedzirzetc”, 1465 „Myedzyrecz”, 1474 „Messeritz”, 1481 „Myedzyrzeczs”, 1493 „Myedzyrzecze”, 1502 „Myedzyrzech”, 1517 „Myedzyrzek”, 1944 „Meseritz .
Po II rozbiorze Polski, w latach 1793–1945, miasto znalazło się w zaborze pruskim i nazwę miasta zgermanizowano na Meseritz.
W 1945 roku urzędowo używano również formy Międzyrzec oraz Międzyrzecz Wielkopolski . Obecną nazwę oficjalnie zatwierdzono 7 maja 1946.

## Historia

### Średniowiecze

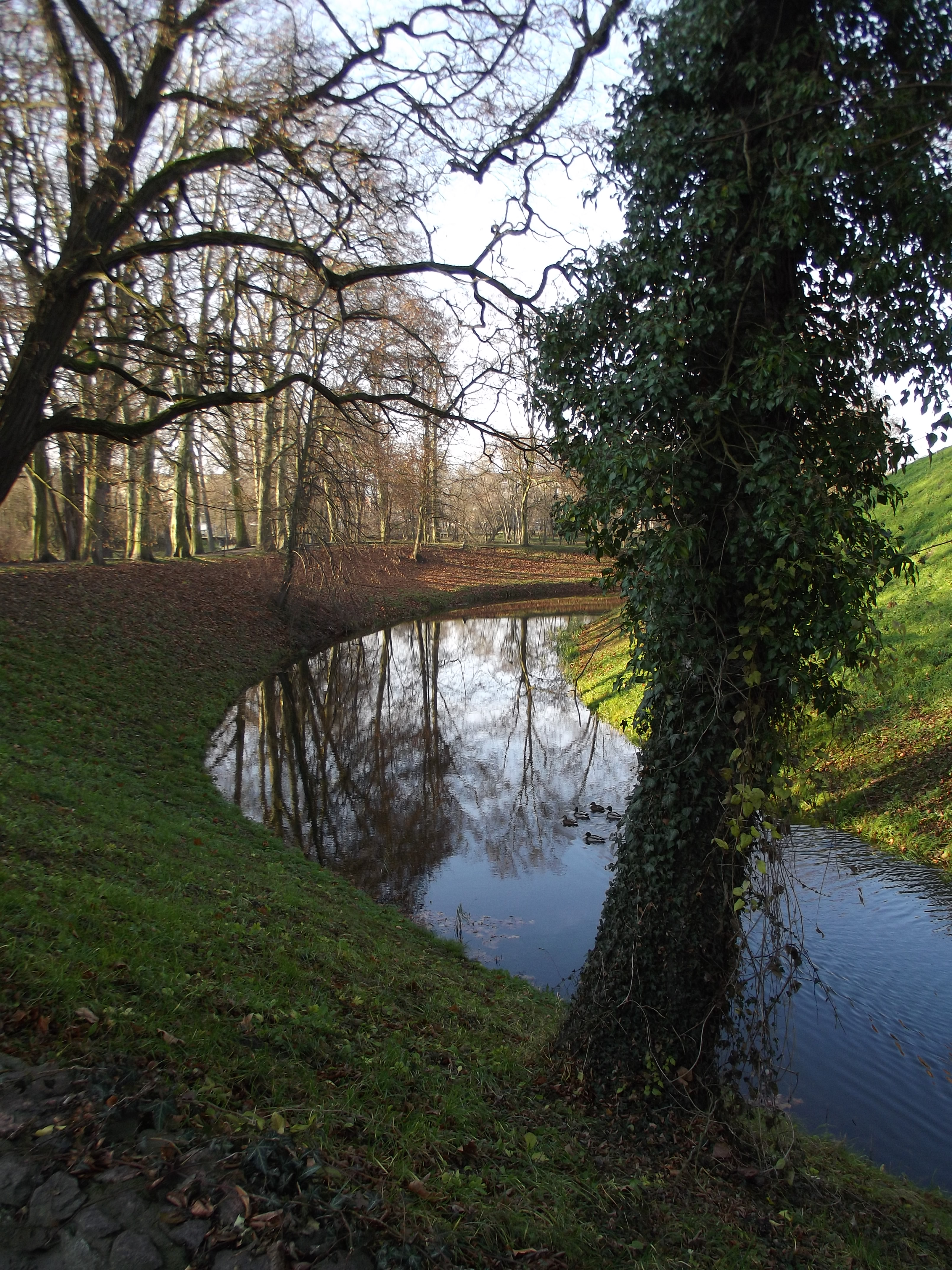
Zewnętrzny wał dawnego grodu wraz z fosą zamkową

Międzyrzecz to jeden z najstarszych ośrodków na terenie Polski. Miasto i ziemia międzyrzecka pochwalić mogą się bogatym ponad 1000-letnim rodowodem. Jego właściwa historia rozpoczyna się w połowie X wieku, w czasach Mieszka I, kiedy plemienny gródek włączony został do państwa wczesnopiastowskiego.
W latach 1095–1102 Międzyrzecz był siedzibą grodu i kasztelanii. W czasie panowania Bolesława Chrobrego, gród został wzmocniony i włączony w linię obronną zachodnich rubieży Polski. W 1002 roku w okolicach grodu ulokowany został klasztor, w którym osadzono, na zaproszenie Chrobrego dwóch mnichów benedyktyńskich. W ciągu roku dołączyli do nich dwaj nowicjusze oraz sługa z pobliskiej wioski. W 1003 roku, 11 listopada zostali zamordowani i czczeni są dzisiaj jako Pięciu Braci Męczenników. Z racji przygranicznego położenia i w miejscu przecięcia szlaków handlowych następuje szybki rozwój grodu. Jednocześnie z tej lokalizacji wynikła duża liczba najazdów zbrojnych. W połowie XI w. Międzyrzecz zajęty został przez Pomorzan. W 1094 roku odbił go Bolesław Krzywousty, co odnotował Gall Anonim: Pewnego razu wyruszył na Pomorze, gdzie już wcześniej objawił sławę swego imienia, albowiem takimi siłami obległ gród Międzyrzecz i z taką gwałtownością doń szturmował, że po kilku dniach zmusił załogę do poddania się  . W 1157 roku Międzyrzecz został złupiony przez wojska Fryderyka Barbarossy.
Rok 1248 to prawdopodobna data lokacji miasta królewskiego, potwierdzona w 1259. W 1329 Międzyrzecz był siedzibą starostwa niegrodowego tenuty. W wieku XIV, aby podkreślić znaczenie miasta dla tej części kraju, i aby podkreślić władzę królewską, Kazimierz Wielki, na miejscu grodu wznosi ceglany zamek. Dzięki produkcji i handlu suknem miasto i mieszkańcy szybko się bogacili. Na przełomie XIV i XV wieku Międzyrzecz został ufortyfikowany. Szybki rozwój zapewniało miastu także położenie w pobliżu szlaków Poznań – Lubusz oraz Frankfurt – Magdeburg. Fortyfikacje i zamek nie uratowały Międzyrzecza przed masakrą w 1474 roku, kiedy zamek został opanowany przez armię Macieja Korwina, wspomaganych przez księcia Jana II Szalonego z Żagania oraz wojska głogowskie i kożuchowskie.
Obrońcy odparli pierwsze ataki doborowej piechoty węgierskiej – Fekete Sereg (pol. Czarna armia). Zamek prawdopodobnie wzięto zdradą. Jan Długosz twierdził, że bramę otworzyli ludzie burgrabiego, Sędziwoja z Żydowa. Inni zaś skłaniają się ku tezie, że wrogą armię wpuścili stronnicy księcia żagańskiego.

### Czasy nowożytne
Kolejna tragedia miała miejsce w 1520 roku. W październiku w czasie wojny 1519–1521 Międzyrzecz został zrównany z ziemią. Dzięki pomocy króla Zygmunta I Starego i pracy mieszkańców miasto szybko się podniosło. Podczas panowania Zygmunta Augusta Międzyrzecz uzyskał prawo składu w 1565 roku.

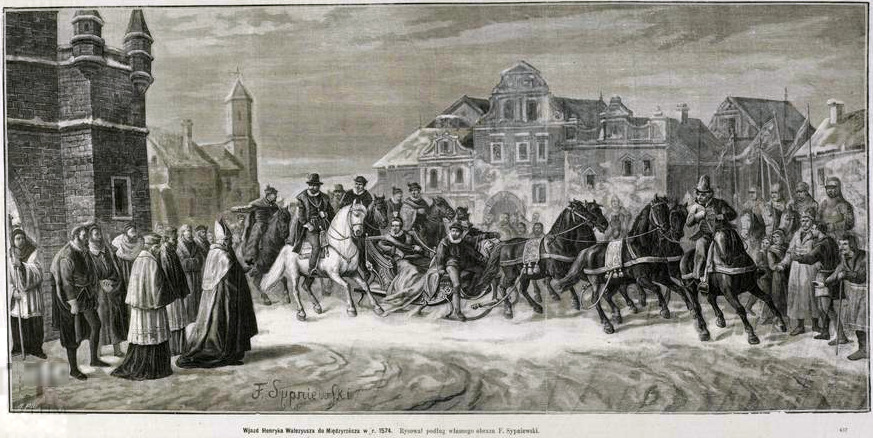
„Król Henryk Walezy przybywa do zamku w Międzyrzeczu w 1574” Feliks Sypniewski (1882)

Miasto leżało w starostwie międzyrzeckim, w powiecie poznańskim województwa poznańskiego.
Stulecia XVII i XVIII przynoszą miastu serię klęsk, wynikających z wojen, przemarszów wojsk, epidemii, powodzi i pożarów, które doprowadziły do wyniszczenia miasta i załamania jego rozwoju. W roku 1793, Międzyrzecz zostaje zagarnięty przez Prusy podczas II rozbioru Polski. W okresie wojen napoleońskich w wyniku zwycięskiego dla Polaków powstania wielkopolskiego miasto na krótko powróciło do Polski wchodząc w granice Księstwa Warszawskiego w granicach, którego było do 1815 kiedy ponownie znalazło się pod zaborem pruskim.
Jak podaje niemiecki spis powszechny z 1905 roku Międzyrzecz liczył sobie w tym okresie 5800 mieszkańców, w tym 94,0% Niemców, 2,9% Polaków oraz 2,9% Żydów. Protestantyzm wyznawało 64,8% mieszkańców, katolicyzm – 32,2%.

### Międzywojnie i II wojna światowa

Międzyrzecki Rejon Umocniony – schemat podziemi

Do I wojny światowej rozwój miasta został spowolniony. Nowy okres dynamicznego wzrostu przypada na okres międzywojenny. Po powstaniu wielkopolskim i Traktacie wersalskim, miasto pozostaje w granicach Niemiec. W początkowych latach okresu międzywojennego Międzyrzecz pełni rolę stolicy i ośrodka centralnego prowincji Marchii Granicznej. Miało to swój szczególny wyraz w obrazie architektonicznym miasta. W latach 30. XX wieku, z uwagi na bliskość polsko-niemieckiej granicy, w sąsiedztwie Międzyrzecza, powstaje Międzyrzecki Rejon Umocniony.
W sierpniu 1939 r., przed planowaną napaścia na Polskę, Niemcy utworzyli w Międzyrzeczu obóz dla internowanych polskich cywilów. Obóz składał się z kilkunastu drewnianych baraków. Obóz zlikwidowano na początku października 1939, a Polaków przeniesiono do innych obozów, w tym Sachsenhausen, a część zwolniono. Od czerwca do października 1940 r. w Międzyrzeczu mieścił się tzw. obóz redukcyjny, w którym przetrzymywano Polaków zbiegłych z robót przymusowych.
W czasie II wojny światowej polska organizacja konspiracyjna Odra była obecna w Międzyrzeczu i obserwowała niemiecką działalność gospodarczą. W okresie 1942–1945, w szpitalu w Obrzycach, w ramach akcji T4, uśmiercono około 10 tysięcy ludzi. W mieście i okolicach istniały także obozy jenieckie i pracy przymusowej. 29 maja 1944 roku nad miastem rozegrała się powietrzna bitwa pomiędzy niemiecką Luftwaffe a lotnictwem USA.
30 stycznia 1945 nastąpił koniec rządów niemieckich i miasto po 152 latach powróciło do Polski.

### Kalendarium
Kalendarium najważniejszych wydarzeń:
- między VI w. a VIII w. n.e. – utworzenie na wyspie u ujścia Paklicy do Obry pierwszej osady słowiańskiej,
- druga połowa IX w. – założenie na jej miejscu grodu warownego (jako głównego ośrodka plemienia dolnoobrzańskiego),
- połowa X w. – zbrojne przejęcie grodu plemiennego przez państwo piastowskie,
- 1001 – ufundowanie przez Bolesława Chrobrego eremu benedyktynów nieopodal grodu- pierwszego na ziemiach polskich klasztoru,
- 10 listopada 1003 – męczeńska śmierć pięciu zamieszkujących tam benedyktyńskich mnichów (zwanych dziś Pięcioma Świętymi Braćmi Międzyrzeckimi),
- 1005 – zdobycie międzyrzeckiego grodu przez wojska cesarza Henryka II w wojnie z Bolesławem Chrobrym; pierwsza oficjalna i zachowana do czasów obecnych wzmianka o grodzie międzyrzeckim (zawarta w „Kronice” niemieckiego biskupa Thietmara z Merseburga),
- 1094 – oblężenie i zdobycie grodu przez wojska pod dowództwem księcia Bolesława Krzywoustego, wcześniej opanowanego przez Pomorzan,
- 1157 – w związku z najazdem Fryderyka Barbarossy na Polskę, gród zostaje spalony przez własną załogę i czasowo opuszczony,
- 29 stycznia 1230 – pierwsza wzmianka o kasztelanii międzyrzeckiej, z Teodorykiem jako kasztelanem,
- 1230–1248 – okres, w którym zostało polokowane miasto (z 1248 pochodzi wzmianka o osadnikach na prawie magdeburskim, zwolnionych przez biskupa poznańskiego od dziesięciny)[41],
- 1259 – wzmianka o wójtach i mieszczanach międzyrzeckich – najwcześniejsze zachowane potwierdzenie miejskiego statusu Międzyrzecza,
- 1269 – najazd margrabiego brandenburskiego, Ottona Małego. Miasto zostaje obrabowane i spalone, gród mimo podpalenia pozostał niezdobyty,
- 1296–1315 – kasztelania międzyrzecka oprawą wdowią trzeciej żony Przemysła II, Małgorzaty Brandenburskiej,
- 1315 – bezprawne zatrzymanie kasztelanii międzyrzeckiej po śmierci Małgorzaty w granicach Brandenburgii,
- 1326 – odzyskanie Międzyrzecza przez króla Władysława Łokietka podczas wyprawy wojennej przeciwko Ludwikowi V Bawarskiemu,
- 1382–1385 – zamek w Międzyrzeczu uczestniczy w wojnie domowej w Wielkopolsce po stronie zwolenników Zygmunta Luksemburskiego,
- 1426 – złożenie przysięgi wierności wobec króla Władysława Jagiełły,
- 1474 – zniszczenie miasta przez wojska Macieja Korwina; odbudowa miasta,
- 1485 – potwierdzenie przywileju lokacyjnego Miasta przez Kazimierza Jagiellończyka,
- od XV w. – starostwo niegrodowe,
- 1520 – zniszczenie miasta przez najemne wojska niemieckie w służbie krzyżackiej,
- 1574 – powitanie i ugoszczenie wjeżdżającego do Polski pierwszego króla elekcyjnego, Henryka Walezego,
- od II poł. XVI w. – ośrodek protestantyzmu,
- 1606 – spustoszenie miasta przez wielki pożar,
- 1656 – koniec brandenburskiej okupacji miasta podczas potopu szwedzkiego,
- 1655–1718 – niszczenie miasta przez wojska niemieckie, rosyjskie i szwedzkie,
- 1710 – wielka zaraza,
- 1731 – kolejny wielki pożar,
- 1780–1806 – „złoty okres” w historii miasta, jako jednego z najważniejszych europejskich ośrodków handlu suknem,
- od 1793 – po II rozbiorze Polski Międzyrzecz w zaborze pruskim,
- 1802 – założenie przez ziemian międzyrzeckich pierwszego na ziemiach polskich towarzystwa rolniczego, krzewiącego nowoczesną agrokulturę: Towarzystwo Ekonomiczne Międzyrzeckie Południowo-Pruskie[42],
- 26–27 listopada 1806 – wizyta cesarza Napoleona Bonapartego,
- 1807–1815 – Międzyrzecz w granicach Księstwa Warszawskiego,
- 1919 – ze względu na dominację ludności niemieckiej traktat wersalski pozostawia miasto w granicach Niemiec,
- 1939 – w Międzyrzeczu mieści się niemiecki obóz dla internowanych polskich cywilów[37],
- 1940 – w Międzyrzeczu mieści się niemiecki obóz dla Polaków zbiegłych z robót przymusowych[37],
- 1942–1945 – Zbrodnia w Obrzycach[43],
- 30 stycznia 1945 – po 130 latach miasto ponownie w granicach Polski; wysiedlenie ludności niemieckiej, przybycie m.in. depatriantów z Kresów Wschodnich,
- 20 lutego 1945 – powstanie z inicjatywy polskich autochtonów jednostki administracyjnej pod nazwą Starostwo Pogranicza z siedzibą w Dąbrówce Wielkopolskiej, a następnie w Międzyrzeczu, ze starostą Łucjanem Brudło na czele,
- 1946–1950 – miasto siedzibą powiatu w województwie poznańskim,
- 1950–1975 – miasto siedzibą powiatu w województwie zielonogórskim,
- 1975–1999 – miasto w granicach województwa gorzowskiego,
- 1986–1987 – masowe protesty mieszkańców przeciwko planom składowania odpadów radioaktywnych w podziemiach MRU,
- 27 maja 1990 – utworzenie samorządowej Gminy Międzyrzecz, wraz z jej organami: burmistrzem, zarządem i radą,
- 1991 – założenie Stowarzyszenia „Kontakt”, zajmującego się organizacją współpracy międzynarodowej Międzyrzecza z gminami partnerskimi,
- 1993 – zakończenie budowy oczyszczalni ścieków,
- 1998 – obchody 750 rocznicy nadania praw miejskich,
- od 1 stycznia 1999 – miasto siedzibą powiatu w województwie lubuskim,
- 25 czerwca 1999 – otwarcie hali widowiskowo-sportowej na Osiedlu Kasztelańskim,
- grudzień 1999 – przyznanie Międzyrzeczowi, jako jednemu z polskich liderów współpracy zagranicznej, Złotej Gwiazdy Partnerstwa (podczas międzynarodowej konferencji w Bilbao),
- 2003 – obchody 1000-lecia grodu Międzyrzecz i tragicznej śmierci Pięciu Świętych Braci Międzyrzeckich, którzy dekretem papieskim zostają ogłoszeni patronami Międzyrzecza[44],
- 9 maja 2004 – otwarcie nowego obiektu Komendy Powiatowej Państwowej Straży Pożarnej w Międzyrzeczu (przy obecnej ul. Rokitniańskiej),
- 23 sierpnia 2006 – oddanie do użytkowania obwodnicy miasta, stanowiącej ciąg drogi krajowej nr 3 i międzynarodowej trasy E65, wraz z dwoma węzłami komunikacyjnymi,
- 23 września 2006 – otwarcie Międzyrzeckiego Parku Przemysłowego,
- 5 grudnia 2009 – otwarcie Pływalni Miejskiej „Kasztelanka” na Osiedlu Kasztelańskim,
- 21 sierpnia 2013 – oddanie do użytkowania ostatniego z odcinków drogi ekspresowej S3 Międzyrzecz-Sulechów, wraz z węzłem Międzyrzecz Południe,
- 15 maja 2014 – oddanie do użytkowania odcinka drogi ekspresowej S3 Międzyrzecz-Gorzów Wielkopolski, wraz z węzłem Międzyrzecz Północ,
- 24 lutego 2015 – otwarcie nowego obiektu Komendy Powiatowej Policji w Międzyrzeczu (przy ul. Pięciu Świętych Braci Międzyrzeckich).

## Zabytki

### Zamek w Międzyrzeczu

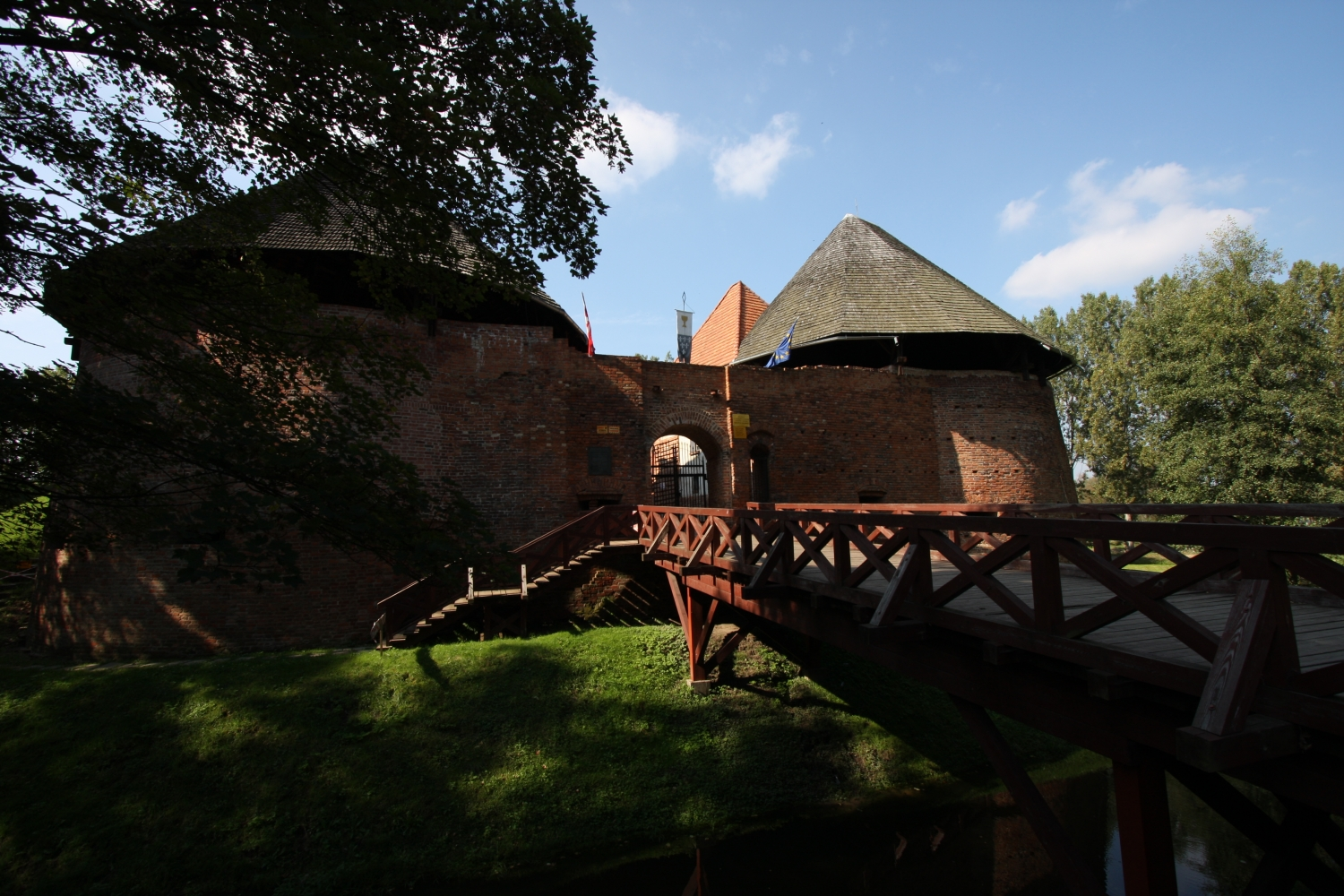
Ruiny zamku

Zamek międzyrzecki należy do najciekawszych i najcenniejszych zabytków miasta. Wzniesiony na polecenie Kazimierza Wielkiego w XIV w. W wyniku działań zbrojnych był przebudowywany. Największe zmiany zaszły po 1520 r. Wtedy to dobudowano dwie potężne basteje artyleryjskie. Zamek był siedzibą kasztelanów i starostów międzyrzeckich. Ruiny zamku otacza fosa, wzdłuż której biegnie zachowany wał zewnętrzny dawnego podgrodzia.

### Siedziba starostów międzyrzeckich

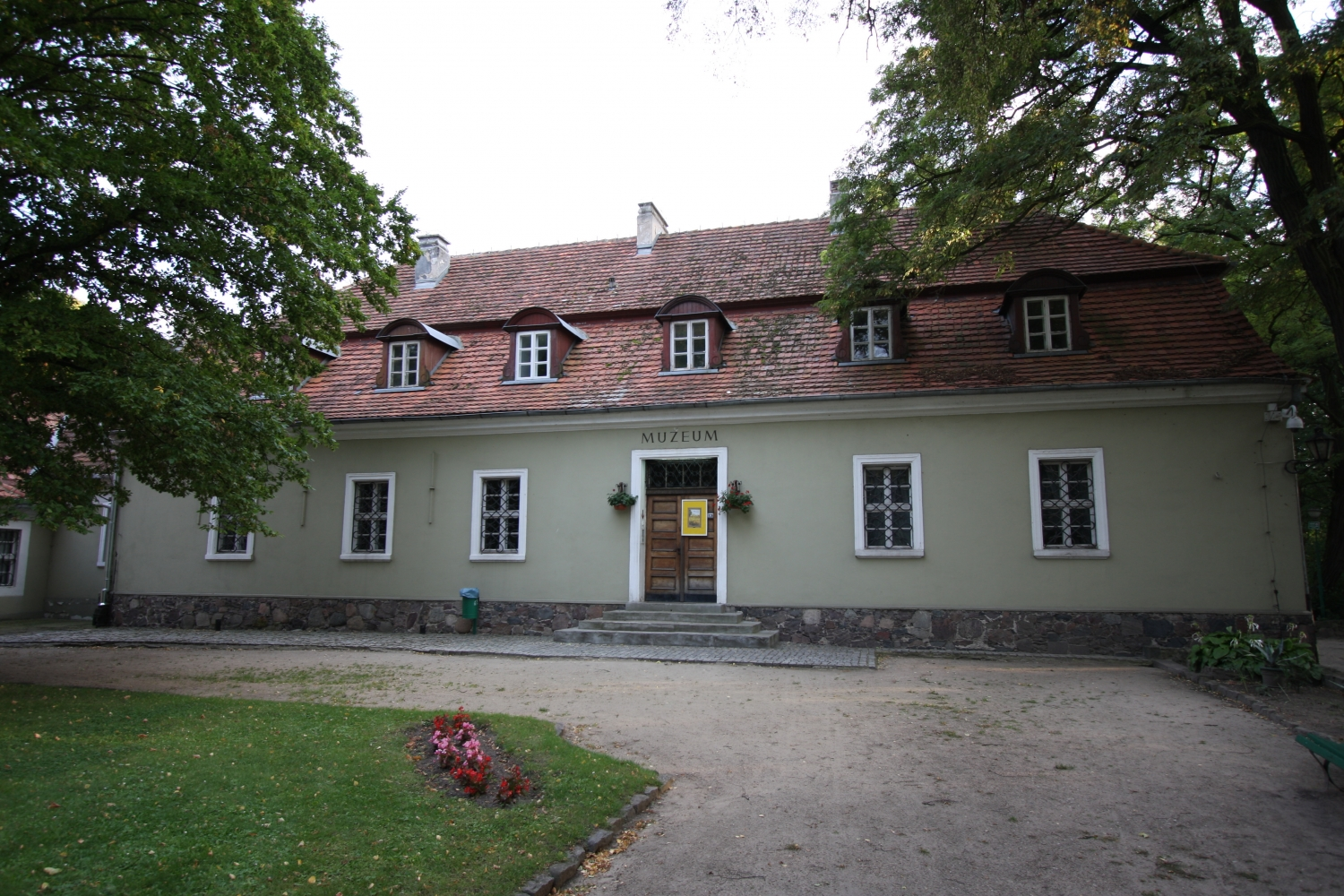
Dawna rezydencja starostów

Z racji zniszczeń zamku pod koniec XVII w. nie nadawał on się do zamieszkania. Na początku XVIII w. starostowie międzyrzeccy wznieśli nową siedzibę nieopodal wzgórza zamkowego. W skład zabudowań wchodzi rezydencja oraz połączona z nią oficyna, także z początku XVIII w. Obecnie jest to siedziba Muzeum Ziemi Międzyrzeckiej im. Alfa Kowalskiego:
- rezydencja starostów międzyrzeckich z 1719 r. (od 1947 r. siedziba muzeum – działy: archeologiczny, historyczny i sztuki),
- oficyna dworska z początku XVIII w. (od 1947 r. siedziba muzeum – dział rzemiosła artystycznego i kultury ludowej).

W muzeum (dawna siedziba starostów przy ul. Podzamcze) znajduje się największa w Polsce kolekcja portretów trumiennych, tablic herbowych i inskrypcyjnych związanych z sarmackimi obyczajami pogrzebowymi. Portrety te były eksponowane w wielu znanych galeriach całego świata.

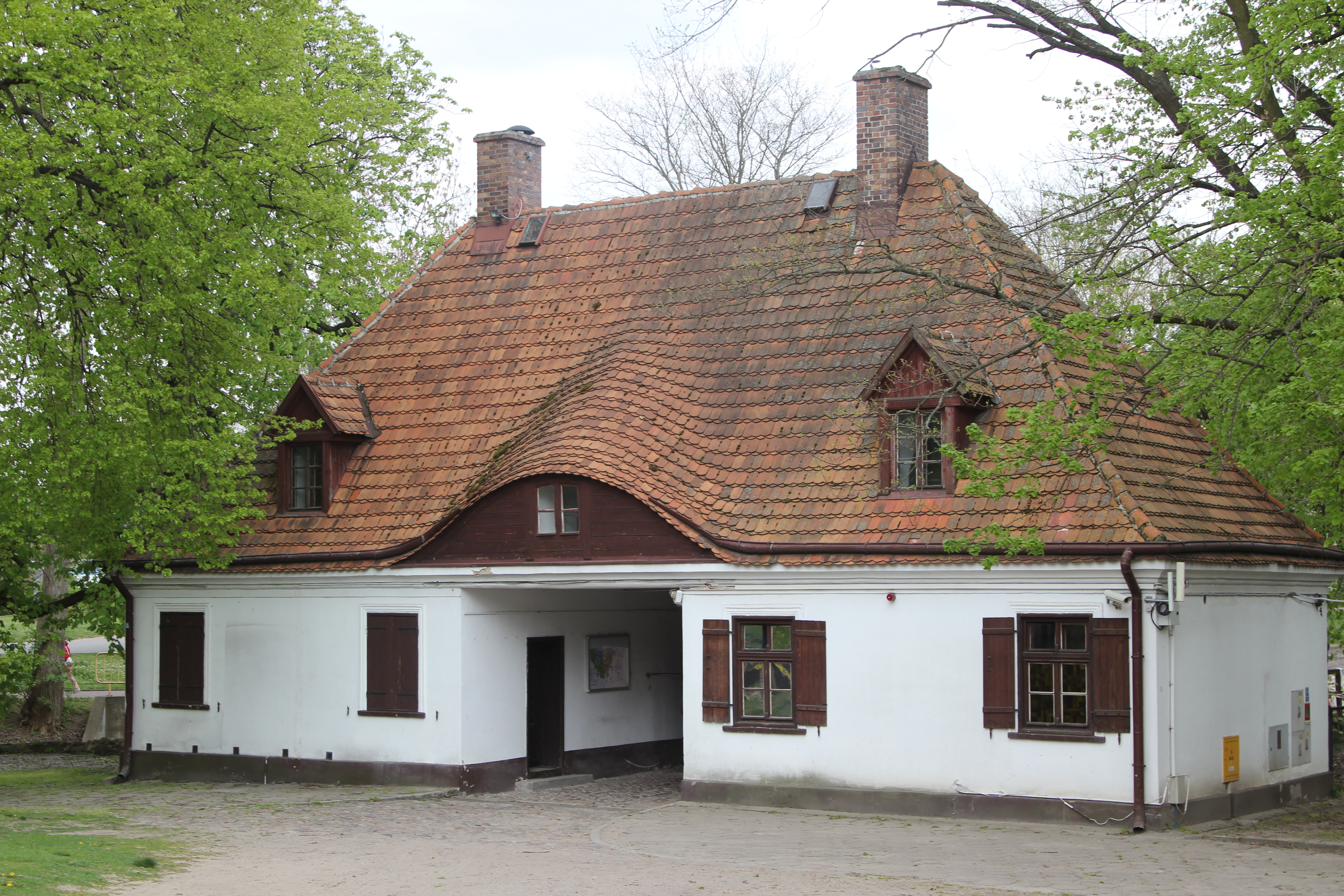
Dom bramny

Do Międzyrzeckiego Zespołu Muzealnego należą także pozostałe zabudowania znajdujące się w obrębie wyspy zamkowej i otaczającego ją parku:
- karczma dworska z XVIII-XIX wieku,
- dom bramny odbudowany w 1975 r., na wzór XVIII-wiecznego budynku, zniszczonego przez wojska radzieckie w 1945 r.,
- park wokół zespołu zamkowo-muzealnego wraz z fosą okołozamkową i starorzeczem Paklicy.

### Ratusz
Wybudowany został w 1581 r. na podstawie przywileju króla Stefana Batorego. Po pożarze w 1666 r. wzniesiono nowy obiekt, który w części parterowej był murowany, a piętro wykonano w konstrukcji szkieletowej. Dewastowany przez kolejne pożary w 1731 r. i 1827 r. Po ostatnim z nich odbudowany został w obecnej klasycystycznej postaci. Obecnie jest to budowla murowana, na planie prostokąta, nakryta piętrowym, dachem naczółkowym z wieżą zwieńczoną neogotyckim hełmem z latarnią. Elewacje artykułowane są rytmem pilastrów. Oś fasady zaakcentowano wystawką w poziomie połaci dachu.

### Rynek

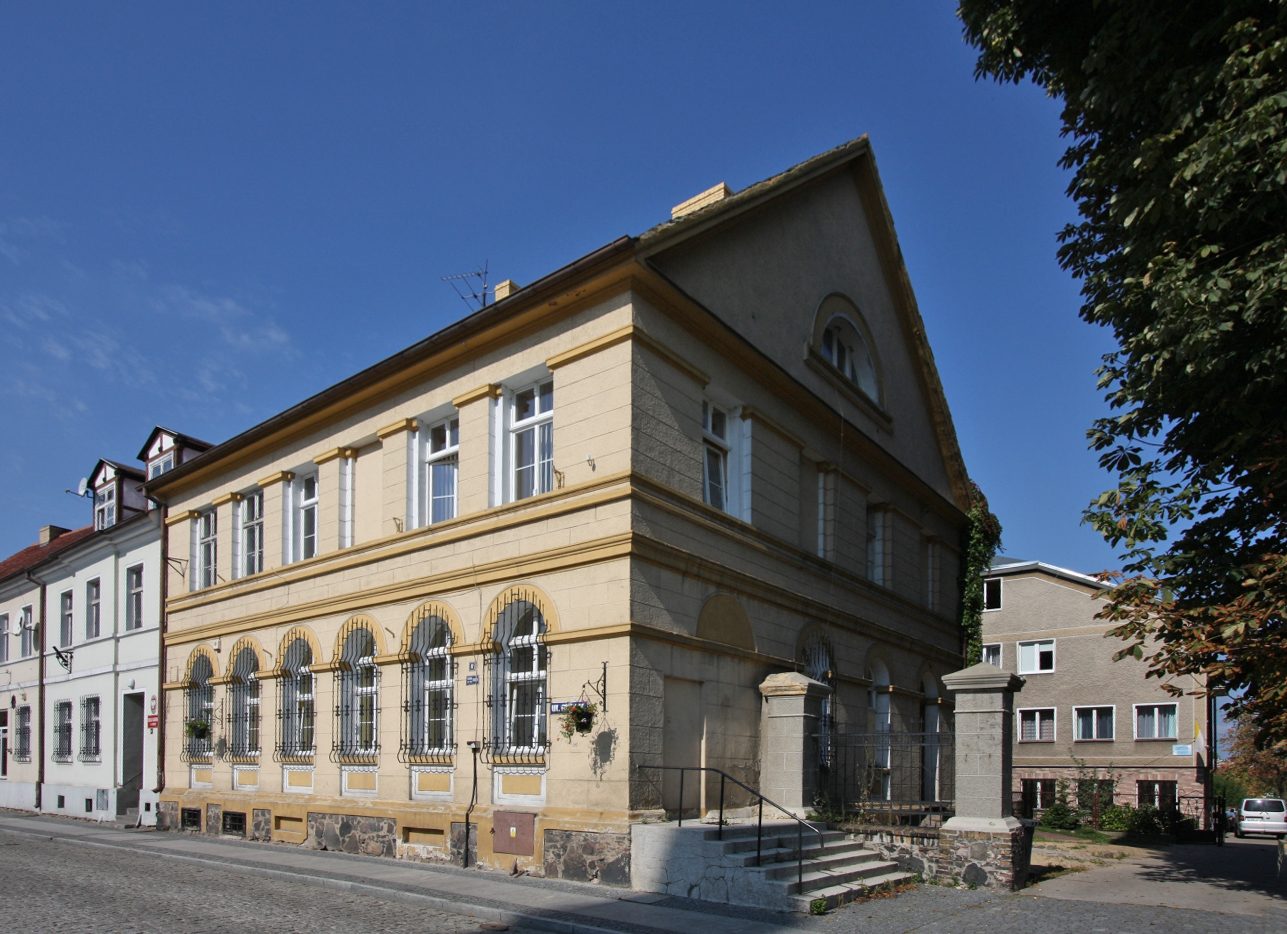
Fragment północnej części rynku

Dawne centrum polityczno-gospodarze miasta. Stanowi go plac o nieregularnym kształcie i wymiarach: 85 m × 85 m x 81 m × 67 m. W środkowej części zlokalizowany jest budynek ratusza miejskiego (siedziby władz miasta i gminy Międzyrzecz) oraz fontanna. Z trzech stron otoczony jest zespołami kamienic (północna, zachodnia i południowa pierzeja). W północnej części rynku znajduje się kościół pw. Św. Wojciecha, zaś od strony wschodniej przylega do niego skwer, będący śladem zniszczeń miasta przez wojska radzieckie w 1945 r. – do lutego 1945 r. istniał tam szereg najokazalszych kamienic, a w 1806 r. w jednej z nich (kamienicy Jana Jakuba Volmera) nocował Napoleon Bonaparte, na którego planowano zamach z wieży ratuszowej. Do rynku dochodzą dwie niewielkie ulice: Wesoła i Lipowa, a przecina go ul. Młyńska stanowiąca miejski odcinek drogi wojewódzkiej nr 137. W 2002 r. przeprowadzono przebudowę rynku wraz z przyległymi ulicami, na skutek czego część placu – przeznaczoną wcześniej na parking – wyłączono z ruchu kołowego.

### Kościół parafialny pw. Św. Jana Chrzciciela

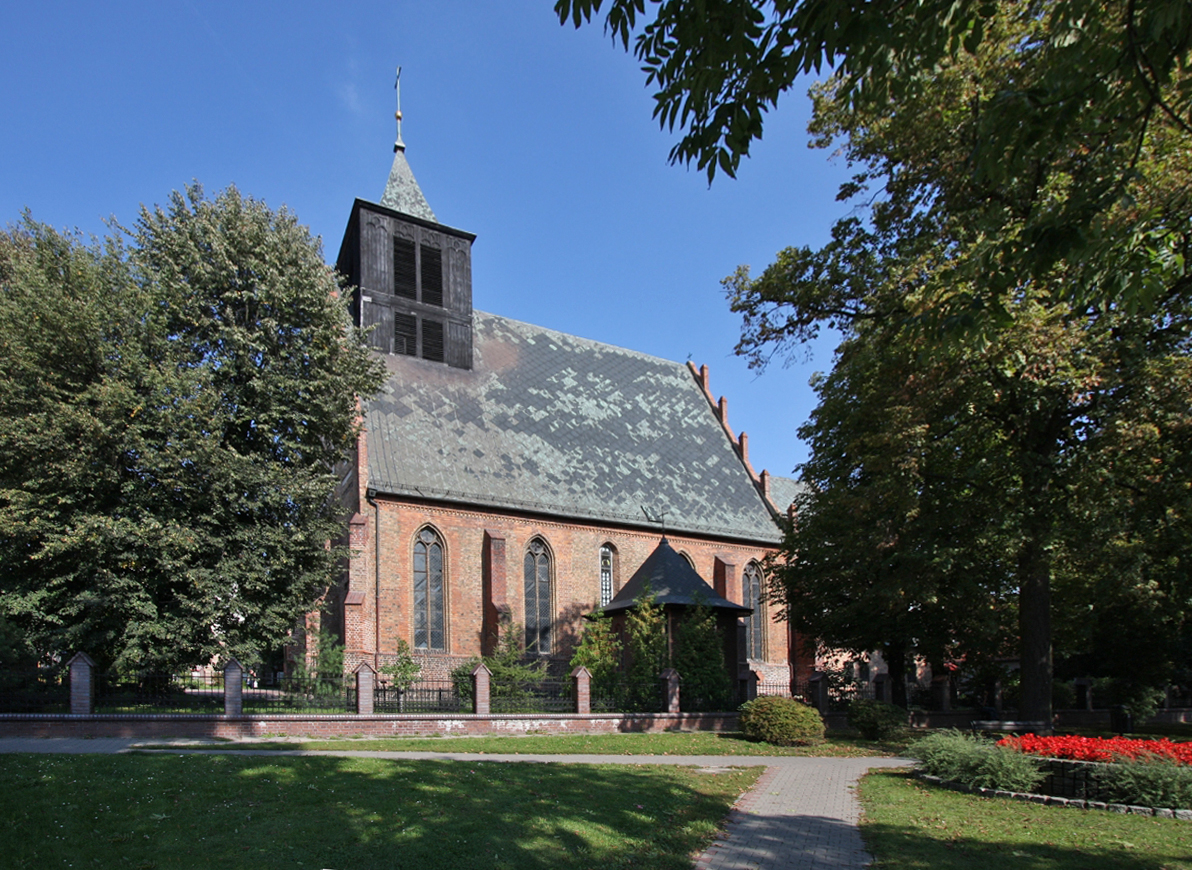
Kościół parafialny pw. Św. Jana Chrzciciela

Wzniesiony w 1474 r. Fara była kilka razy przebudowana pod koniec XV w. (sklepienia naw) i po zniszczeniach 1520 r. Prezbiterium otrzymało w 1545 r. renesansowy wystrój malarski z fundacji jednego ze starostów międzyrzeckich. Gotycka fara jest budowlą zorientowaną, wybudowaną z czerwonej cegły. Wnętrze trójnawowe o układzie halowym, z prosto zakończonym prezbiterium, zakrystią od północy, kruchtą i kaplicą od południa, nakrytą dachami dwuspadowymi i pulpitowymi. Nawy przykryte zostały pięcioprzęsłowymi sklepieniami gwiaździstymi. Prezbiterium zwieńczono sklepieniem kolebkowym z lunetami. Na zewnątrz kościół jest oskarpowany. Szczyty tylnej ściany (wschodniej) zdobione są sterczynami, blendami i maszkaronami. Nad zachodnią częścią bryły świątyni znajduje się niewysoka, wykonana z drewna wieża.

### Kościół parafialny pw. Św. Wojciecha

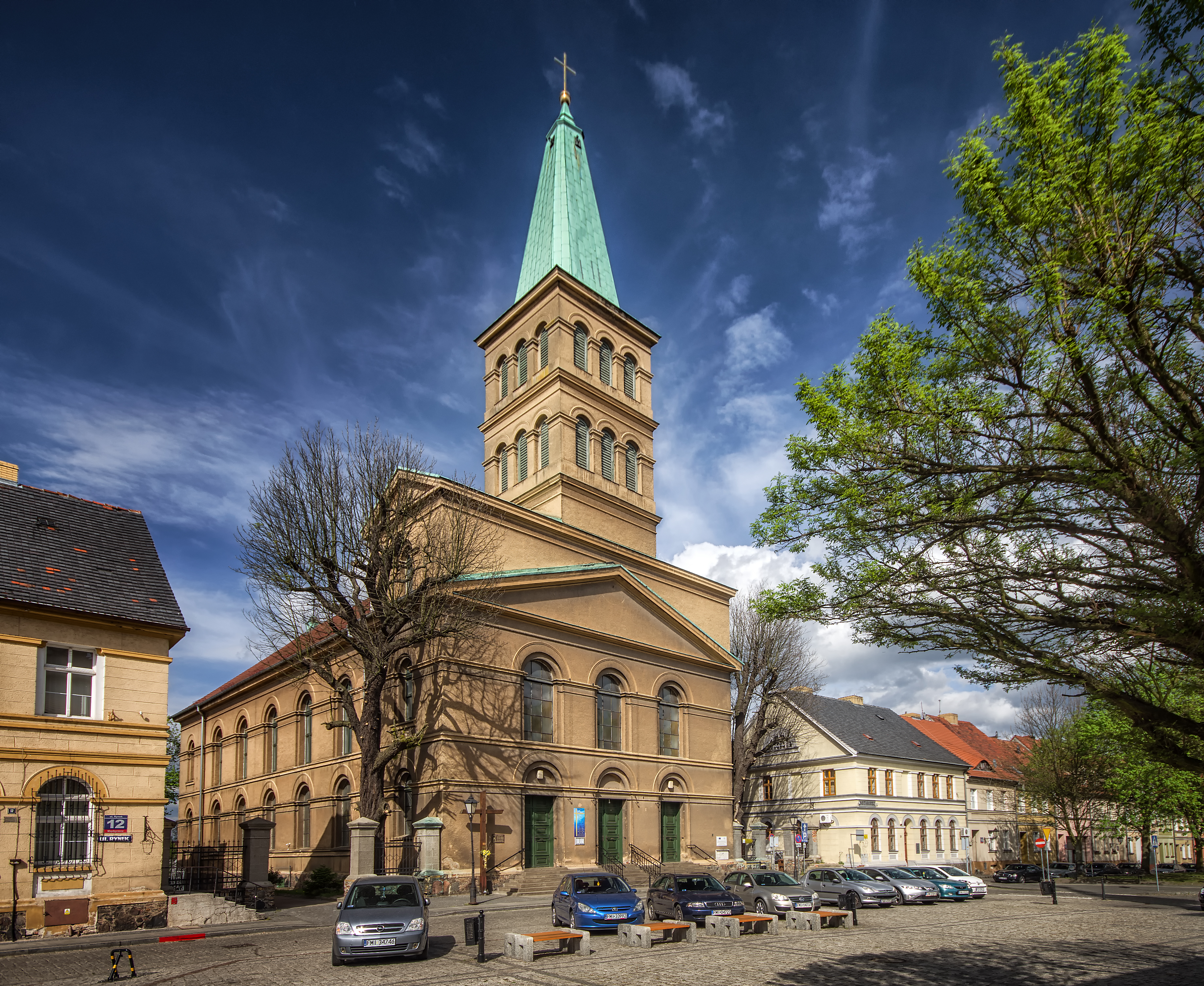
Kościół parafialny pw. Św. Wojciecha

Zaprojektowany przez Karla Friedricha Schinkela i wzniesiony w 1834 r. w stylu późnoklasycystycznym. Do 1945 r. świątynia ewangelicka, a od 7 grudnia 1947 rzymskokatolicki kościół parafialny. Wnętrze jednonawowe. Fasada zwieńczona trójkątnym naczółkiem oraz wysoką wieżą z obeliskowym hełmem z pozłacanym krzyżem na szczycie. W ołtarzu głównym umieszczono obraz namalowany w 1835 r. przez Juliusa Hűbnera przedstawiający Chrystusa i czterech ewangelistów.

### Synagoga

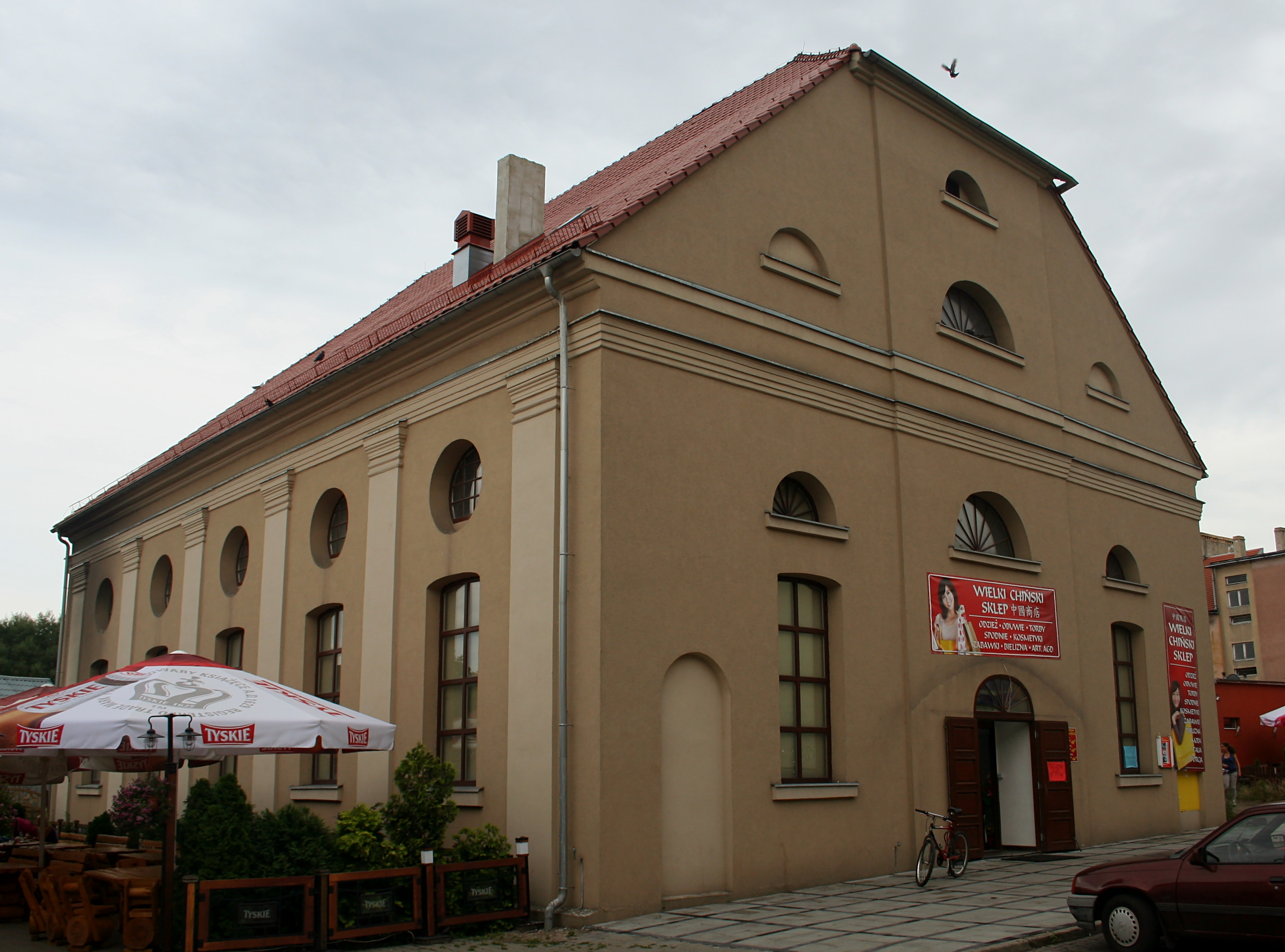
Międzyrzecka synagoga

Wybudowana w latach 1825–1827. Obecny murowany budynek stanął w miejscu drewnianej świątyni, która uległa spaleniu. Synagoga wybudowana w stylu klasycystycznym. Wewnątrz zachował się tylko fragment Aron ha-kodesz (odpowiednik katolickiego ołtarza). W czasie II wojny światowej budynek zdewastowano. Po wojnie budynek służył jako magazyn. W latach 2000 został wyremontowany i wykorzystywany jako sklep. Obecnie jest filią Muzeum Ziemi Międzyrzeckiej z przeznaczeniem na działalność kulturalną. 

### Pozostałe
- Zespół kamienic na terenie Starego Miasta
- Zespół szpitalny wraz z parkiem w Międzyrzeczu-Obrzycach z lat 1901–1904[46]
- Kościół Podwyższenia Krzyża Świętego w Międzyrzeczu
- Fragmenty XVIII-wiecznego kolegium jezuickiego
- Kościół oo. jezuitów[47] – rozebrany
- Budynek cerkwi greckokatolickiej z XIX w.
- Budynki publiczne, przemysłowe i administracyjne z przełomu XIX i XX w.
- Relikty zabudowy przedmieść (zabudowa parterowa) – m.in. ulica Winnica
- Wieża ciśnień z 1914 r.
- Do końca lat 50. XX w. w okolicy Międzyrzecza istniała wieża Bismarcka
- Międzyrzecki Rejon Umocniony (MRU) – system podziemnych fortyfikacji militarnych z lat 1934–1936

Inne:
- Cmentarz żydowski[48]
- Dworzec kolejowy

### Ochrona zabytków

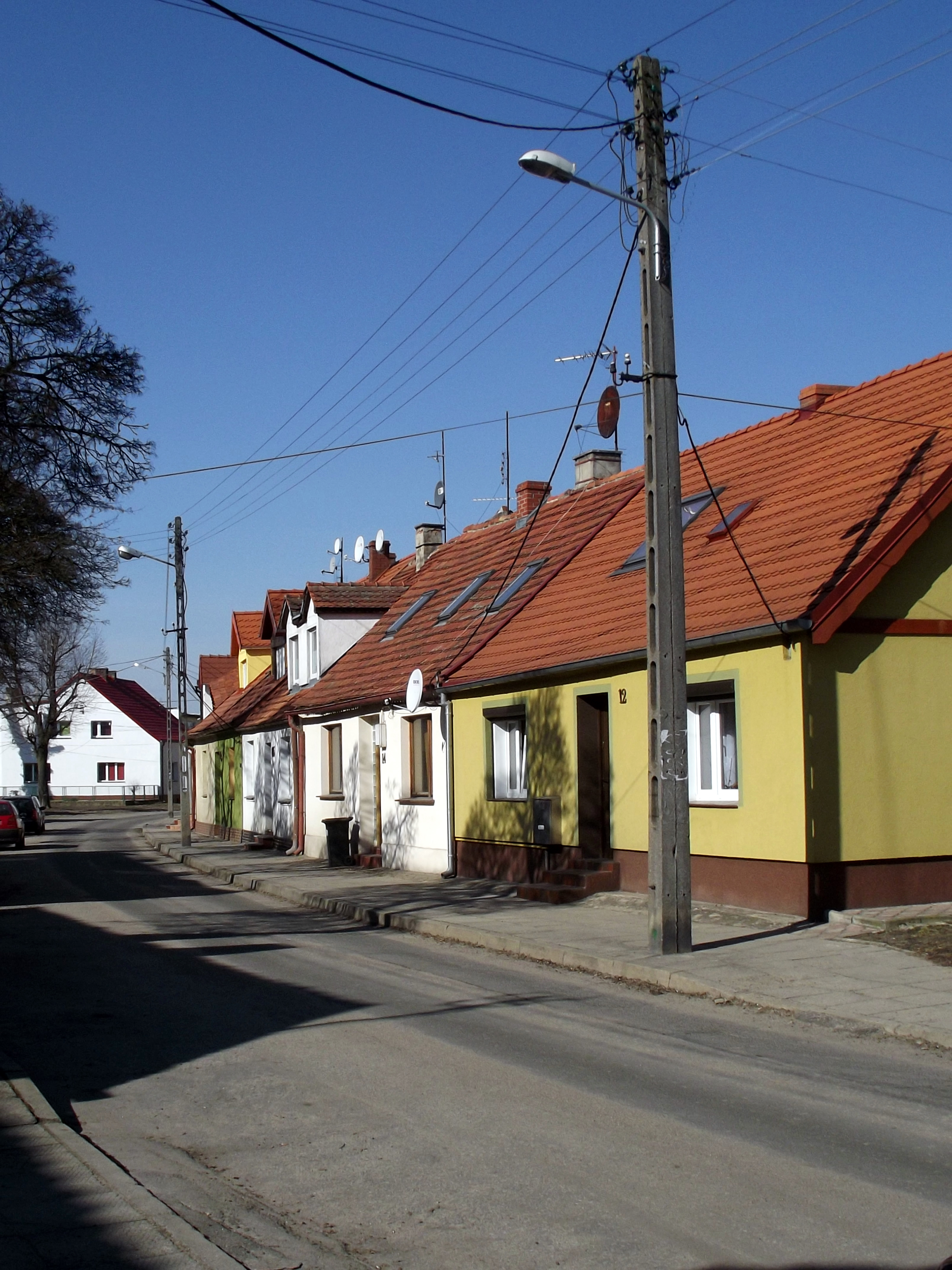
Ulica Winnica

W Międzyrzeczu wyodrębnione zostały dwie strefy ochrony konserwatorskiej: strefa A – obejmująca ścisły obszar Starego Miasta oraz strefa pośrednia B – obejmująca szerszy teren miasta.
Do rejestru zabytków znajdujących się na terenie miasta zostało wpisanych 12 obiektów o charakterze publicznym:
- Kościół parafialny pw. św. Jana Chrzciciela XIV–XV w.
- Kościół parafialny pw. św. Wojciecha z 1834 r.
- Zbór luterański z XIX w. (obecnie Cerkiew Świętych Cyryla i Metodego w Międzyrzeczu)
- Synagoga z XIX w.
- Kaplica grobowa z 1730 r.
- Aleja Lipowa z XIX w. – zlokalizowana w ciągu odcinka ulicy Kazimierza Wielkiego (od skrzyżowania z ulicą Reymonta do węzła Międzyrzecz Północ)
- Zespół zamkowy z XIV–XIX w.
- Budynek ratusza z 1813 r.
- Budynek sądu z 1890 r.
- Budynek więzienia z 1890 r.
- Szpital polski z XIX w.
- Szpital ewangelicki z XIX w.

oraz kilkadziesiąt innych obiektów z początku XIX i XX w., zlokalizowanych w obrębie starego miasta i poza nim.

### Zieleń miejska

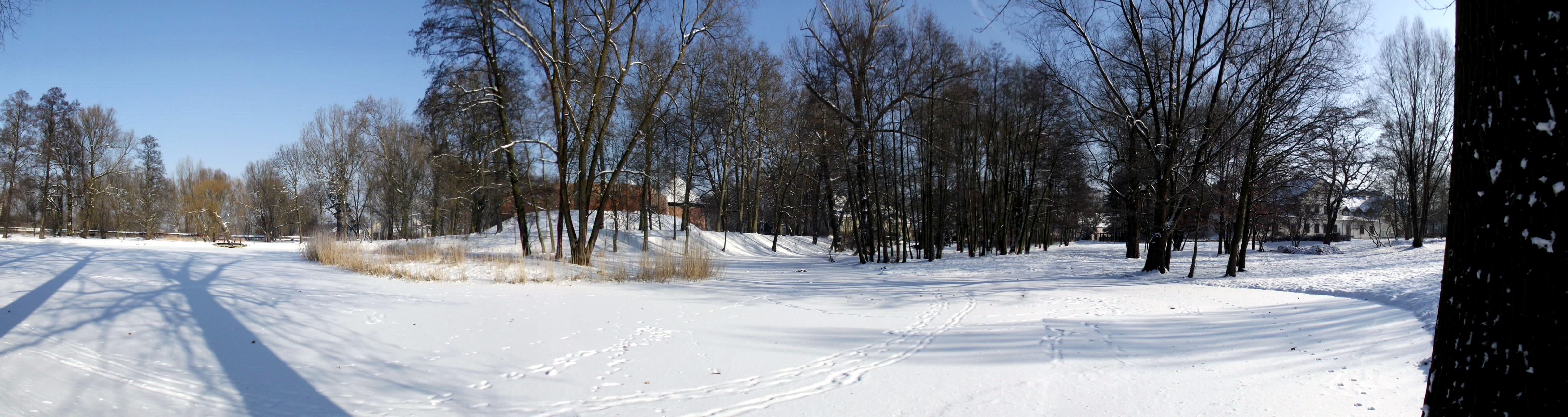
Panorama parku zamkowego

Parki i skwery miejskie są jednym z istotniejszych obrazów miasta. Międzyrzecz posiada dwa duże założenia parkowe oraz kilka innych obszarów zielonych:
- Park zamkowy z I. poł. XIX wieku, z bogatym drzewostanem, alejkami i mostkami nad Paklicą i fosą zamkową. Niezwykle cenna jest aleja platanów biegnąca dawnym wałem grodowym,
- Park miejski na terenie dawnego cmentarza ewangelickiego, z zachowanym układem alejek.

Oprócz parków, w Międzyrzeczu znajduje się kilka skwerów i terenów zieleni miejskiej, m.in.: skwer na wschodniej pierzei ul. Rynek, skwer przy głównym skrzyżowaniu w mieście, skwer nad rzeką Obrą (tzw. „kaczy dołek”), skwer przy Pomniku 1000-lecia Państwa Polskiego, skwer przy gotyckiej farze św. Jana Chrzciciela, a także pas zieleni wzdłuż rzeki Obry (Bulwar Jana Pawła II i promenada od mostu do stadionu).
W latach 2019–2020 przeprowadzono rewitalizację 11 różnych miejsc w ramach programu rozwoju zieleni miejskiej i miejsc rekreacji. Obsadzono je blisko 40 tys. drzew i krzewów, wybudowano wiele elementów małej architektury – zegar słoneczny, pergole, ławeczki i budki lęgowe dla ptaków. W ramach tego projektu powstał też tor przeszkodowy, dwa mostki, plenerowa siłownia i boisko do minigolfa.

## Infrastruktura

### Transport drogowy

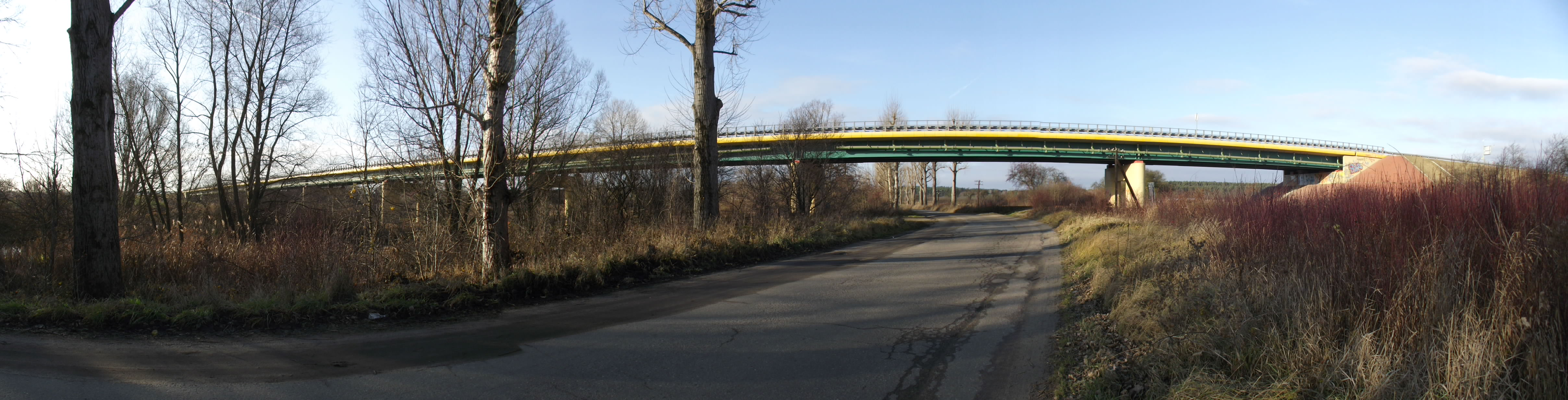
Most nad Obrą w ciągu drogi ekspresowej S3 i obwodnicy Międzyrzecza.

W latach 1853–1863 wybudowano pięć głównych, wylotowych dróg z Międzyrzecza do: Skwierzyny, Świebodzina, Frankfurtu nad Odrą, Międzychodu i Zbąszynia.
Kilkanaście kilometrów na południe od miasta przebiega autostrada A2, a najbliższy dostęp do niej stanowi węzeł Jordanowo, zlokalizowany 15 km na południe od centrum Międzyrzecza (na połączeniu autostrady A2 z drogą ekspresową S3).
Na zachód od miasta przebiega droga ekspresowa S3, której fragment stanowi obwodnicę Międzyrzecza. W pobliżu miasta zlokalizowane są trzy węzły drogowe: Międzyrzecz Północ, Międzyrzecz Zachód (połączenie S3 z drogą wojewódzką nr 137) i Międzyrzecz Południe. Uzupełnieniem, funkcjonującej od sierpnia 2006 roku, obwodnicy miasta (omijającej Międzyrzecz od zachodu) ma stać się obwodnica północno-wschodnia wraz z kolejnym mostem na Obrze.
Dwie główne arterie komunikacyjne miasta stanowią: dawna droga krajowa nr 3, obecnie droga gminna (ulice: Kazimierza Wielkiego i Mieszka I) oraz droga wojewódzka nr 137 (ulice: Zachodnia, Młyńska, Rynek, 30 Stycznia, Poznańska), przecinające się na głównym skrzyżowaniu w Międzyrzeczu.
Łączna liczba wszystkich dróg publicznych ogólnodostępnych (ulic miejskich, bez drogi S3) w granicach administracyjnych miasta wynosi 41,11 km.
Międzyrzecz posiada cztery drogowe przeprawy mostowe (jedną na Obrze i trzy na Paklicy) oraz pięć kładek dla pieszych przez obydwie rzeki (Obra: przy stadionie miejskim, przy Os. Kasztelańskim; Paklica: na ul. Podzamcze, w ciągu ul. Młyńskiej, przy targowisku miejskim).

### Transport kolejowy

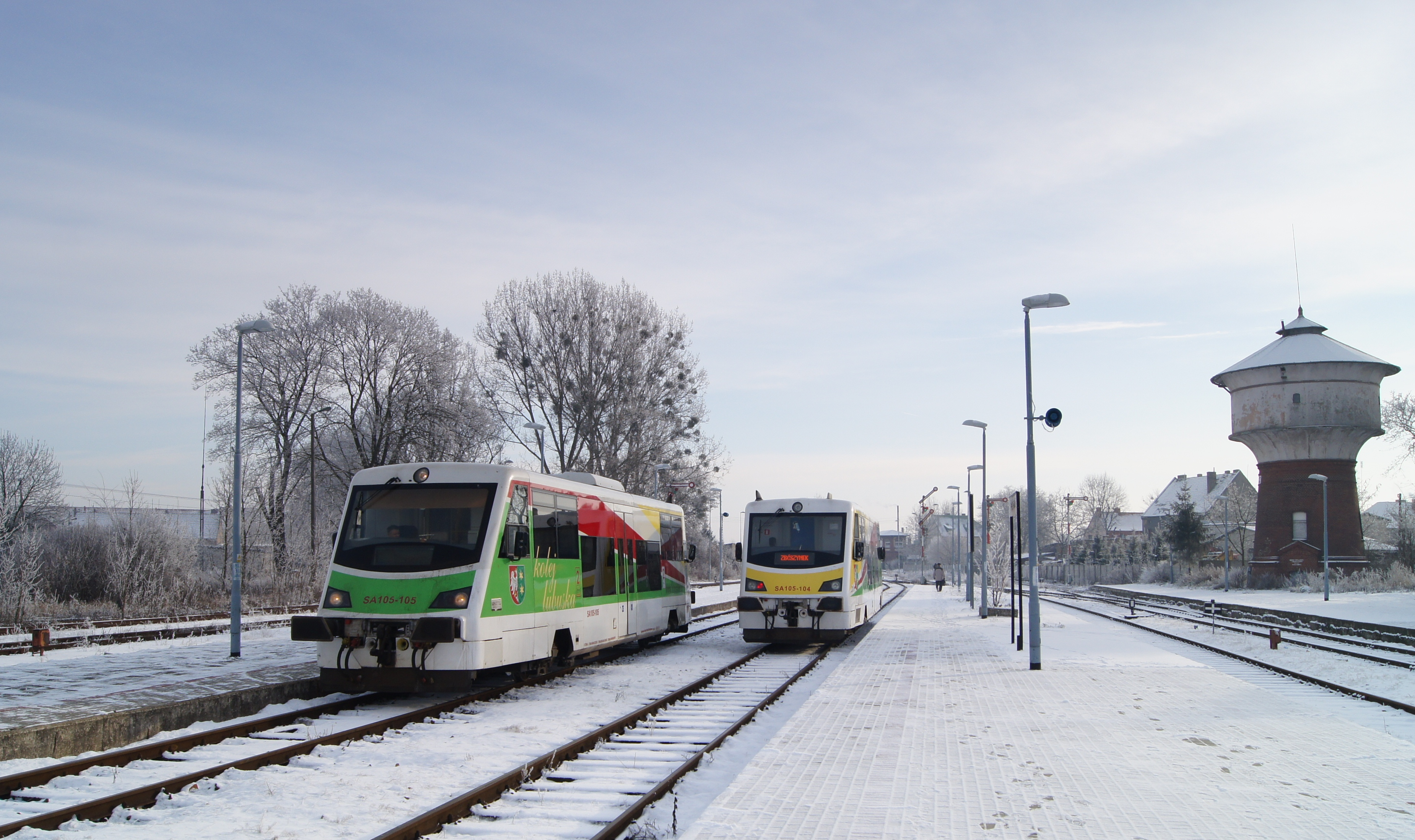
Szynobusy na stacji w Międzyrzeczu

Od lat 80. XIX wieku do lat 90. XX wieku Międzyrzecz był węzłem kolejowym, bowiem przez miasto przebiegały 3 linie kolejowe, obsługujące ruch pasażerski oraz towarowy:
- Linia kolejowa nr 367 relacji Zbąszynek – Gorzów Wielkopolski (obecnie ruch pasażerski i towarowy);
- Linia kolejowa nr 364 relacji Wierzbno – Rzepin (obecnie sporadyczny ruch towarowy);
- Linia kolejowa nr 375 relacji Międzyrzecz – Toporów (obecnie ruch specjalny – wojskowy).

Stację kolejową w Międzyrzeczu otwarto 1 czerwca 1885 wraz z linią kolejową relacji Międzyrzecz – Zbąszyń (najstarszą magistralą kolejową w okolicy), a po wybudowaniu kolejnych linii stała się ona stacją węzłową. Zlokalizowana jest ona w centrum miasta, na lewym brzegu Obry, przy Placu Powstańców Wielkopolskich (odgałęzieniu jednej z głównych arterii Międzyrzecza – ul. 30 Stycznia, stanowiącej miejski odcinek drogi wojewódzkiej nr 137), na wysokości 50 m n.p.m.
Od lat 90. XX wieku ruch pasażerski odbywa się tylko na jednej linii (nr 367), zaś pozostałe dwie linie obsługują wyłącznie ruch towarowy oraz specjalny (wojskowy). Od 1925 r. główną stacją kolejową dla mieszkańców Międzyrzecza jest Zbąszynek, poprzez którą możliwa jest komunikacja kolejowa z resztą Polski i zagranicą.

### Transport autobusowy
W mieście znajduje się dworzec autobusowy (przy skrzyżowaniu ulic: 30 Stycznia, Poznańskiej, Plac Powstańców Wielkopolskich, Marcinkowskiego) oraz kilka przystanków autobusowych, na których zatrzymują się autokary linii lokalnych i krajowych. Rozkłady jazdy opracowuje PKS Sp. z o.o. w Gorzowie Wielkopolskim. Usługi przewozowe do Gorzowa Wlkp. oraz Poznania świadczą również podmioty prywatne.

### Komunikacja miejska
Początki komunikacji miejskiej w Międzyrzeczu sięgają 1930 r., gdy otwarto linię autobusową łączącą miasto ze szpitalem w Obrzycach. W latach 70. XX wieku uruchomiono sezonowe połączenie nad jezioro Głębokie. Oficjalne uruchomienie komunikacji miejskiej w strukturach Przedsiębiorstwa Gospodarki Komunalnej i Mieszkaniowej w Międzyrzeczu nastąpiło 22 października 1984. Uruchomiono trzy linie, łączące pętlę przy ul. Zakaszewskiego z osiedlami w zachodniej, wschodniej i południowej części miasta, do obsługi których zakupiono cztery autobusy Autosan H9-35. W niedzielę dodatkowo kursowała linia na cmentarz komunalny, zlokalizowany 1,5 km na zachód od granic miasta. Cenę biletu ustalono na 15 zł, co było wysoką kwotą, jednak wynikało z konieczności samofinansowania się przedsięwzięcia. Komunikacja miejska okazała się być deficytowa, dlatego zlikwidowano ją na przełomie 1989 r. i 1990 r. Jej przywrócenia, na początku XXI wieku, podjął się lokalny oddział PKS Gorzów. Uruchomiono połączenie z ul. Krasińskiego przez centrum, ul. Chrobrego, dworzec autobusowy, do szpitala w Obrzycach. W 2007 r. autobus wykonywał 6 kursów w dni powszednie oraz 3 kursy w niedziele i święta, a jego rozkład był dostosowany do godzin zmian pracy w szpitalu oraz godzin rozpoczęcia i zakończenia lekcji w szkołach. Spadające zainteresowanie linią sprawiło, że 28 czerwca 2014 komunikację miejską ponownie zawieszono. Po trzech latach przerwy, 3 marca 2017, przywrócono jeden kurs w piątki, dowożący mieszkańców na cmentarz komunalny. Autobus PKS Gorzów, kursujący na zlecenie Gminy Międzyrzecz, odjeżdża o 10:30 z Bobowicka, skąd trasą przez całe miasto udaje się na cmentarz. Po godzinnym postoju, o godzinie 12:00 wyrusza w kurs powrotny.

### Transport lotniczy
Najbliższym portem lotniczym jest lotnisko Zielona Góra-Babimost w Nowym Kramsku, oddalone od Międzyrzecza o 45 kilometrów. W mieście znajdują się dwa niewielkie lądowiska trawiaste (jedno – położone przy ul. Poznańskiej, drugie – w sąsiedztwie linii kolejowej nr 375 do Nietoperka).
Najbliższe duże lotniska to: Port lotniczy Poznań-Ławica (118 km) oraz podberliński Port lotniczy Berlin Brandenburg (165 km).

### Infrastruktura techniczna
Energią cieplną wraz z zarządzaniem kotłowniami i ciepłowniami na terenie miasta zajmuje się Zakład Energetyki Cieplnej Sp. z o.o. Miasto posiada dwie kotłownie miejskie oraz kilka innych zlokalizowanych na terenie osiedli mieszkaniowych. Kotłownia Miejska o mocy 15 MW znajduje się w przemysłowej części miasta (przy ul. Fabrycznej), jest opalana miałem węgla kamiennego oraz miałem węgla brunatnego. Połączono ją z odbiorcami siecią ciepłociągów podziemnych oraz jednym rurociągiem naziemnym długości około 3 km. Zakład posiada duży plac opałowy wraz bocznicą kolejową. W 2001 roku na terenie Obrzyc wybudowano kotłownię gazową, która zaopatruje w energię kompleks szpitalny wraz z okolicznymi osiedlami.

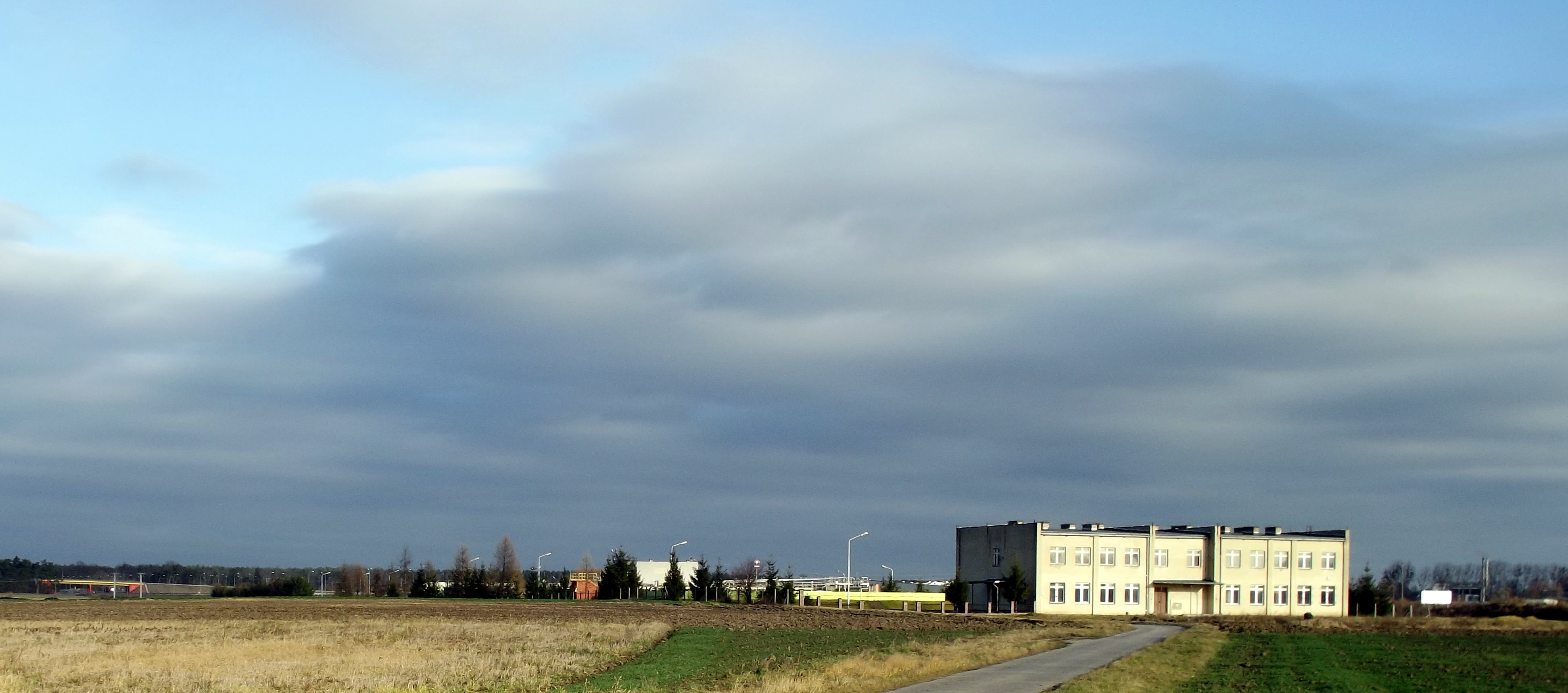
Oczyszczalnia ścieków

Dostawcą gazu i operatorem sieci gazowej w Międzyrzeczu jest koncern EWE Energia Sp. z o.o. (dawniej pod nazwą Media Odra Warta Sp. z o.o.). Podmiot ten pełni również funkcję pogotowia gazowego na terenie miasta. Międzyrzecz zaopatrywany w gaz wysoko metanowy GZ 50 o kaloryczności 39,870 MJ/m³.
Międzyrzecz posiada jedną stację uzdatniania wody, która zlokalizowana jest w południowej części miasta. Do SUW woda czerpana jest z 15 studni głębinowych zlokalizowanych na terenie gminy Międzyrzecz. Woda do odbiorców dostarczana jest przy użyciu blisko 166 km rurociągów z wykorzystaniem jednego zbiornika wieżowego. Zarządcą sieci wodociągowej oraz kanalizacyjnej jest Międzyrzeckie Przedsiębiorstwo Wodociągów i Kanalizacji Sp. z o.o.
Miasto posiada miejską oczyszczalnię ścieków zlokalizowaną przy obwodnicy. Zakład jest oczyszczalnią mechaniczno-biologiczno-chemiczną, dostosowaną do usuwania związków biogennych. Długość czynnej sieci kanalizacyjnej w 2006 roku wynosiła 131,1 km.
W północno-wschodnim rejonie miasta (przy ul. Piastowskiej) znajduje się główny punkt zasilania (GPZ Międzyrzecz), który połączony jest z ogólnokrajową siecią elektroenergetyczną poprzez linię wysokiego napięcia WN-110 kV relacji GPZ Gorzów Wlkp. – GPZ Zielomyśl. Na ul. Marcinkowskiego funkcjonuje Posterunek Energetyczny Międzyrzecz, podlegający Enea Operator Sp. z o.o. Rejon Dystrybucji Międzychód. Zarządcą infrastruktury oświetleniowej jest Enea Oświetlenie Sp. z o.o., a stanowi ją system linii kablowych i napowietrznych.

### Bezpieczeństwo

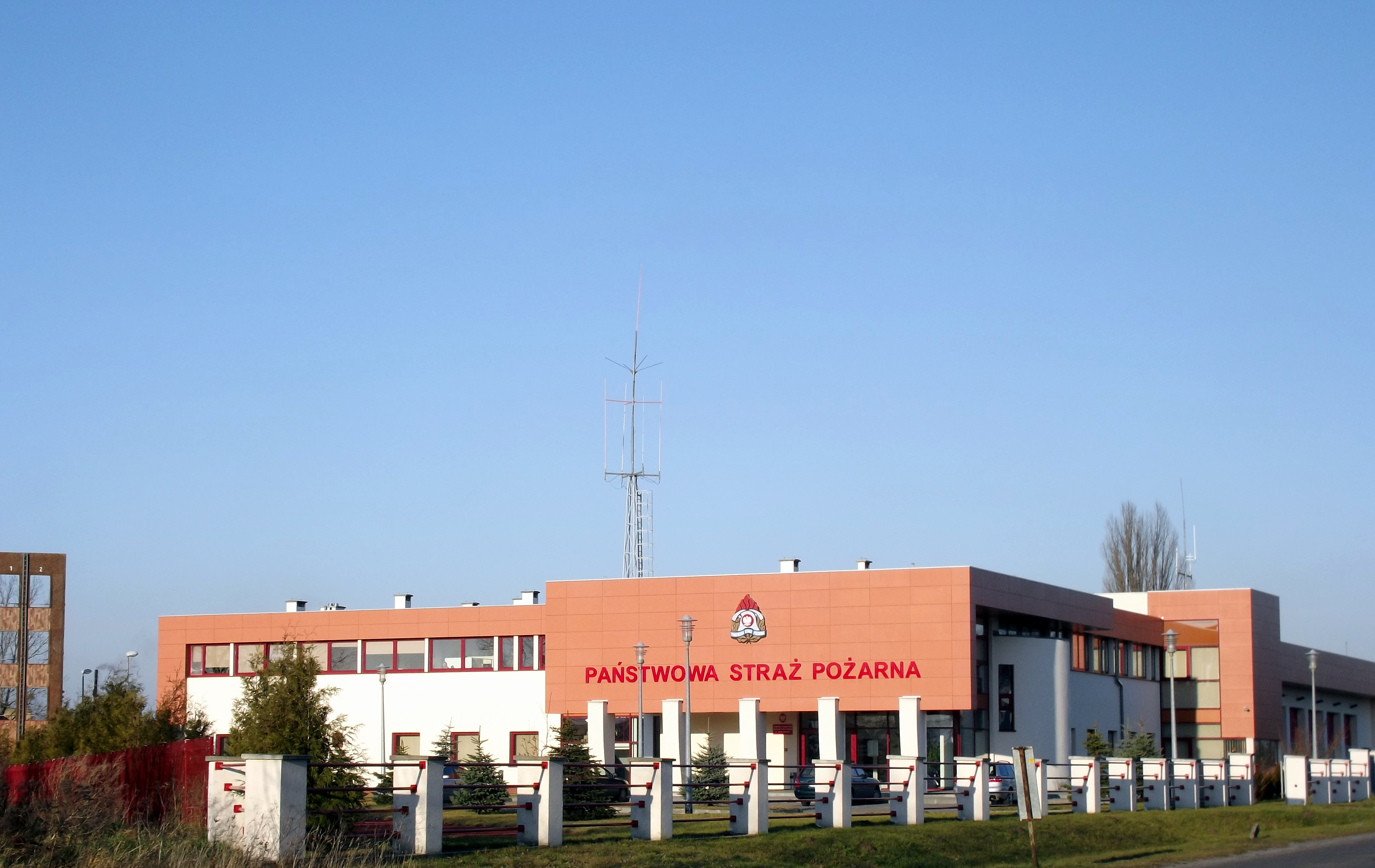
Komenda Powiatowa PSP

Bezpieczeństwo mieszkańców w zakresie ochrony przeciwpożarowej oraz innych zdarzeń zapewnia Komenda Powiatowa Państwowej Straży Pożarnej. Międzyrzecka jednostka ratowniczo-gaśnicza (trzy zmiany) wyposażona jest w nowoczesny sprzęt, w skład której wchodzi także grupa ratownictwa wodnego licząca 17 płetwonurków. Oprócz jednostki PSP, w Międzyrzeczu działa także OSP-Obrzyce oraz Wojskowa Straż Pożarna.
Ochronę bezpieczeństwa i porządku publicznego zapewnia Komenda Powiatowa Policji z wydziałami prewencji, ruchu drogowego i kryminalnego. Teren miasta podzielony jest na czterech dzielnicowych.
Ratownictwo medyczne zapewnia Szpitalny Oddział Ratunkowy działający przy Samodzielnym Publicznym Zakładzie Opieki Zdrowotnej. Funkcjonuje jako jeden z elementów zintegrowanego systemu ratownictwa medycznego w skład którego wchodzą zespoły ratownictwa medycznego(specjalistyczne i podstawowe). Od 2006 roku w Międzyrzeczu – co roku – organizowane są międzynarodowe ćwiczenia zespołów ratunkowych Medline.
Miasto jest także garnizonem, w koszarach na terenie miasta stacjonuje dowództwo, sztab i część pododdziałów 17 Wielkopolskiej Brygady Zmechanizowanej.
Mimo że Międzyrzecz jest położony pomiędzy dwiema rzekami, w mieście i okolicach nie ma bezpośredniego zagrożenia powodzią. Mogą jednak pojawiać się okresowe wylewy rzek, które mogą doprowadzić do podtopień niżej położonych terenów. Ostatni większy wylew Obry miał miejsce na początku 2011 roku.

## Gospodarka
Międzyrzecz posiada rozbudowaną strefę przemysłową zlokalizowaną w północnej części miasta. Obok starszej części rozbudowywanej po II wojnie światowej, w 2006 roku otwarto Międzyrzecki Park Przemysłowy. W przyszłości planuje się otwarcie kolejnego parku (MPP II), który będzie zlokalizowany w północno-wschodniej części miasta. Działalność gospodarczą w Międzyrzeczu prowadzą firmy z kapitałem krajowym i zagranicznym. Produkuje się m.in. wyroby z tworzywa sztucznego na potrzeby budownictwa, przemysłu motoryzacyjnego, kosmetycznego, farmaceutycznego i spożywczego. Międzyrzecz jest również siedzibą przedsiębiorstw, które produkują wyroby na bazie własnych projektów i technologii. W mieście i gminie Międzyrzecz w 2006 roku zarejestrowanych było 1932 podmiotów gospodarczych. W 2007 roku ich liczba wzrosła do 2150. Pod koniec 2009 roku liczba zarejestrowanych podmiotów wyniosła prawie 3 tysiące.

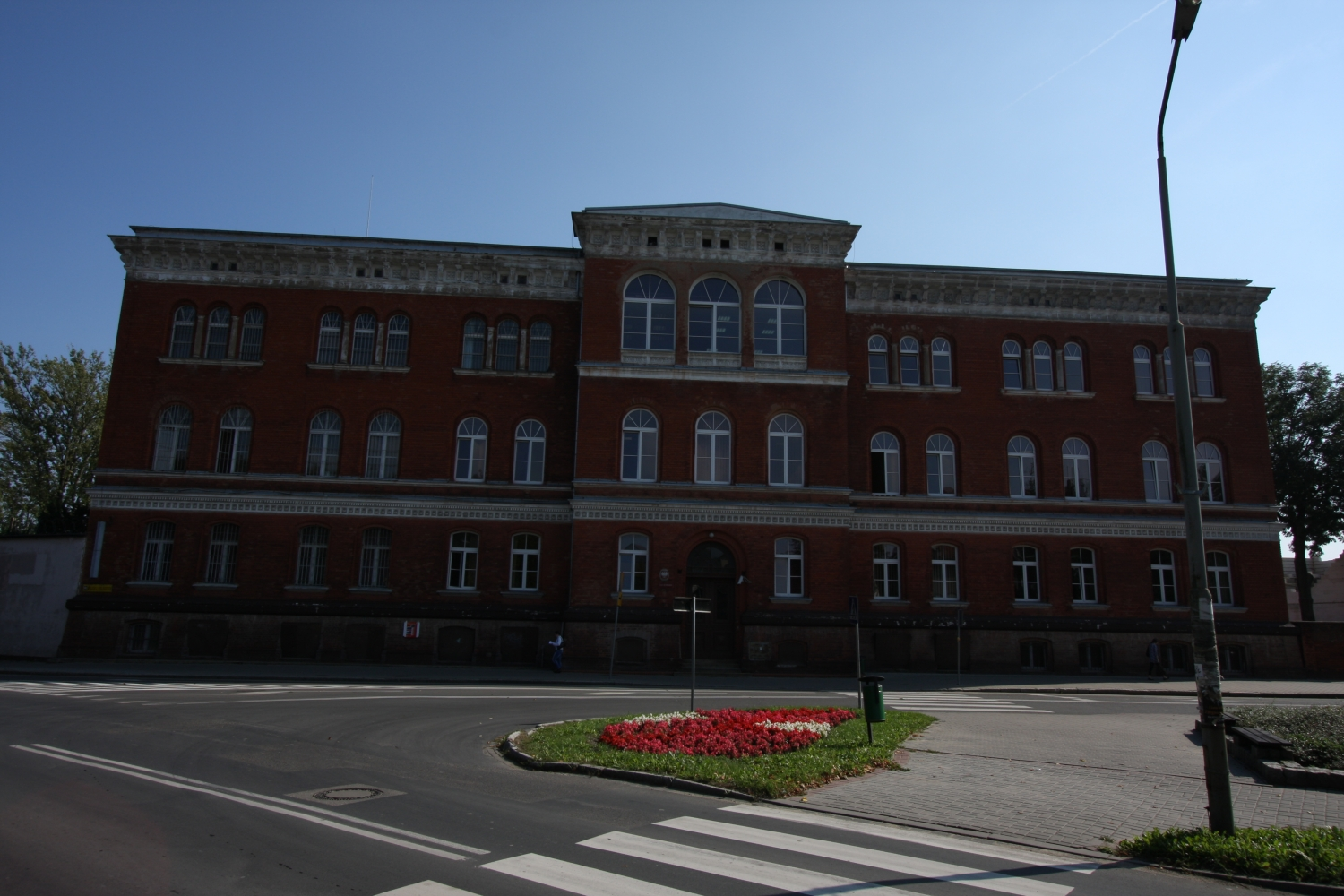
Budynek sądu w Międzyrzeczu

Obsługę handlową miasta zapewnia szereg obiektów handlowo-usługowych. Międzyrzecz posiada 7 supermarketów, kilka innych sklepów sieci lokalnych i ogólnokrajowych, 1 Dom handlowy, 1 targowisko miejskie. Dodatkowo miasto posiada kilkadziesiąt innych punktów handlowych z różnych branż.
W miejscowości działało Państwowe Gospodarstwo Rybackie Międzyrzecz.

## Kultura

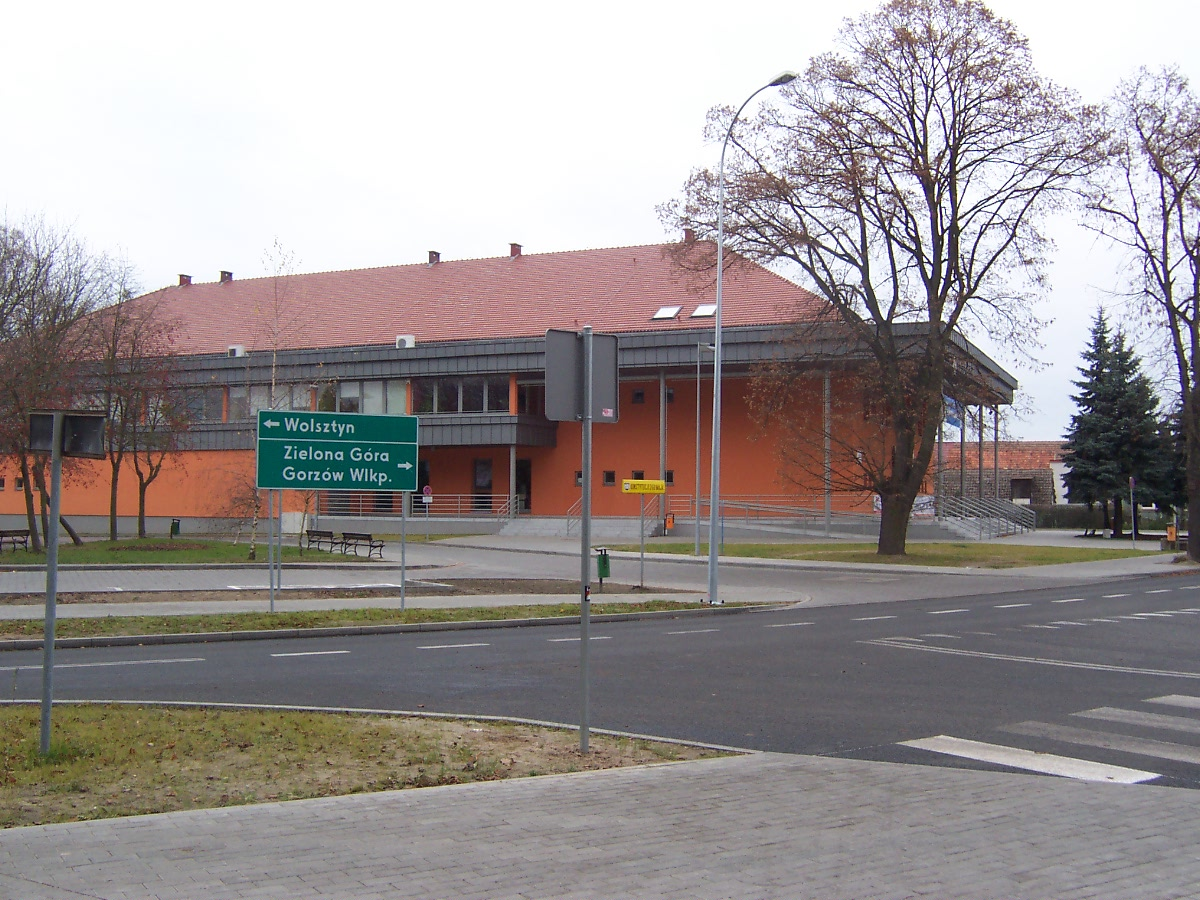
Budynek MOK

Jedną z najstarszych placówek kulturalnych w powojennym mieście, obok Muzeum Regionalnego była biblioteka publiczna, otwarta w maju 1946 roku w budynku ówczesnego Domu Społecznego. Początkowo księgozbiór był niewielki, liczył tylko 44 woluminy. Kolekcja pochodziła z darowizn od mieszkańców miasta. Na wyposażenie biblioteki składały się meble przywiezione z pałacu w Bobowicku. Biblioteka na przestrzeni lat zmieniała swoją nazwę i siedziby. W 1976 roku placówkę zlokalizowano w nowym budynku na terenie powstającego osiedla mieszkaniowego. W połowie lat 50. utworzono w mieście Archiwum państwowe. Przechowywano w nim dowody metrykalne, księgi wieczyste i katastralne oraz akta sądowe z powiatów dawnego województwa zielonogórskiego: międzyrzeckiego, sulęcińskiego, świebodzińskiego i rzepińskiego. W związku z trudnościami lokalowymi na mocy decyzji państwowej zostało przeniesione do Wilkowa pod Świebodzinem. Istotną rolę w życiu kulturalnym spełniały stowarzyszenia o zasięgu regionalnym. Po odwilży w 1956 roku grupa międzyrzeczan podjęła inicjatywę zorganizowania Klubu Inteligencji. Spotkała się ona z poparciem ówczesnych władz. Przy stowarzyszeniu utworzono trzy sekcje: artystyczną, naukową i rozrywkową. Klub skupiał ludzi z różnych środowisk społecznych. Należeli do niego lekarze, inżynierowie, nauczyciele i urzędnicy. Popularyzowano też muzykę poważną, rozrywkową i wiedzę o kompozytorach polskich. Sekcja naukowa skupiała się głównie na organizowaniu odczytów i spotkaniach z badaczami i naukowcami. Towarzystwo Przyjaciół Muzeum powstałe na początku 1953 roku z inicjatywy Alfa Kowalskiego zajmowało się zbieraniem pamiątek historycznych, jak i popularyzacją ich w środowisku lokalnym. Dnia 17 stycznia 1970 Walne Zebranie podjęło uchwałę o likwidacji Klubu Inteligencji, a miejscowi działacze kulturalni założyli na bazie Klubu Nauczycielskiego ZNP, Klubu Inteligencji i Towarzystwa Przyjaciół Muzeum nową organizację, pod nazwą Międzyrzeckie Towarzystwo Kultury.
Stowarzyszenie zajmowało się także wydawaniem publikacji naukowo-społecznych pt. Zeszyty Międzyrzeckie. W mieście działało także Międzyrzeckie Towarzystwo Muzyczne, założone 19 lutego 1977 roku, które zajmowało się popularyzacją kultury muzycznej w regionie. Nieinstytucjonalne organizacje działające w mieście przyciągały głównie dzieci i młodzież. Były to teatrzyki poezji, zespoły teatralne, muzyczne i estradowe. W owym czasie popularny był kabaret Baccalarus, który miał charakter literacki i dbał o odpowiedni poziom artystyczny swych programów, korzystając z tekstów polskich pisarzy. Prezentowany był w szkołach, świetlicach i zakładach pracy. Kabaret wspomagał i udzielał porad młodzieży w zakresie sztuki recytatorskiej. W Międzyrzeczu funkcjonowały kina Świt i Piast. 12 lipca 1971 otwarto Miejski Dom Kultury. Powstał on po zaadaptowaniu przedwojennego, nieukończonego budynku kina. Obecnie mieści się w nim sala widowiskowo – kinowa, sala konferencyjna, pomieszczenia biurowe i kawiarnia. Zadaniem było organizowanie imprez kulturalno-oświatowych, rozrywkowych oraz sprawowanie nadzoru merytorycznego nad placówkami na terenie gminy. Po przełomie w 1989 roku w mieście swoją działalność kontynuowały Miejski Ośrodek Kultury, Miejska Biblioteka Publiczna i Muzeum Regionalne. W latach 90. powstały nowe instytucje kulturalne. W Międzyrzeczu swoją działalność do dziś prowadzi Klub Garnizonowy, w którym powstała druga biblioteka o charakterze publicznym. Klub wspólnie z Miejskim Ośrodkiem Kultury organizuje dla mieszkańców miasta imprezy mające na celu integrację i edukację młodych ludzi. Na dziedzińcu zamku międzyrzeckiego wystawiane są sztuki na wzór teatru greckiego, a także zamkowe spotkania z poezją. W sali starościńskiej organizowane są koncerty fortepianowe z udziałem uczniów Państwowej Szkoły Muzycznej I stopnia. Placówka powstała w 1993 roku z inicjatywy Ministerstwa Kultury i Sztuki, uczy gry na fortepianie, skrzypcach, gitarze, akordeonie, klarnecie i flecie intensywnie współpracując ze środowiskiem i wzbogacając potrzeby kulturalne Międzyrzeczan. W 2003 roku odbyły się uroczystości Millenium Grodu i Męczeńskiej Śmierci Pięciu Braci Międzyrzeckich, w ramach których odsłonięto tablicę pamiątkową w prawdopodobnym miejscu lokalizacji eremu – podmiędzyrzeckiej wsi Święty Wojciech. W październiku 2006 roku utworzono Międzyrzecki Uniwersytet Trzeciego Wieku, który skupia i aktywizuje starszych ludzi. Aktualnie jest jednym z najprężniej działających stowarzyszeń. Corocznie odbywają się w czerwcu Dni Międzyrzecza. Miasto promuje się na arenie wojewódzkiej. Czerwcowe dni są okazją do wielu spotkań i kontaktów kulturalnych społeczności międzyrzeckiej. Na zamku organizowane są pokazy walk rycerskich. Ostatnie lata to czas owocnego funkcjonowania lokalnych organizacji pozarządowych. W Międzyrzeczu podejmowane są inicjatywy w zakresie kultury wykorzystujące prywatne źródła finansowania. Istnieje Bractwo Rycerskie biorące udział w lokalnych imprezach na terenie gminy. Pracownia Galeryja Kotłownia prowadzi zajęcia dla młodych twórców, organizując wystawy, zajęcia artystyczne i projekty twórcze. Obecnie główną instytucją zapewniającą dostęp kultury dla mieszkańców miasta i okolic jest Międzyrzecki Ośrodek Kultury, w skład którego wchodzi:
- Kino 3D „Świt”,
- Miejski Dom Kultury,
- Biblioteka Miejska.

## Oświata

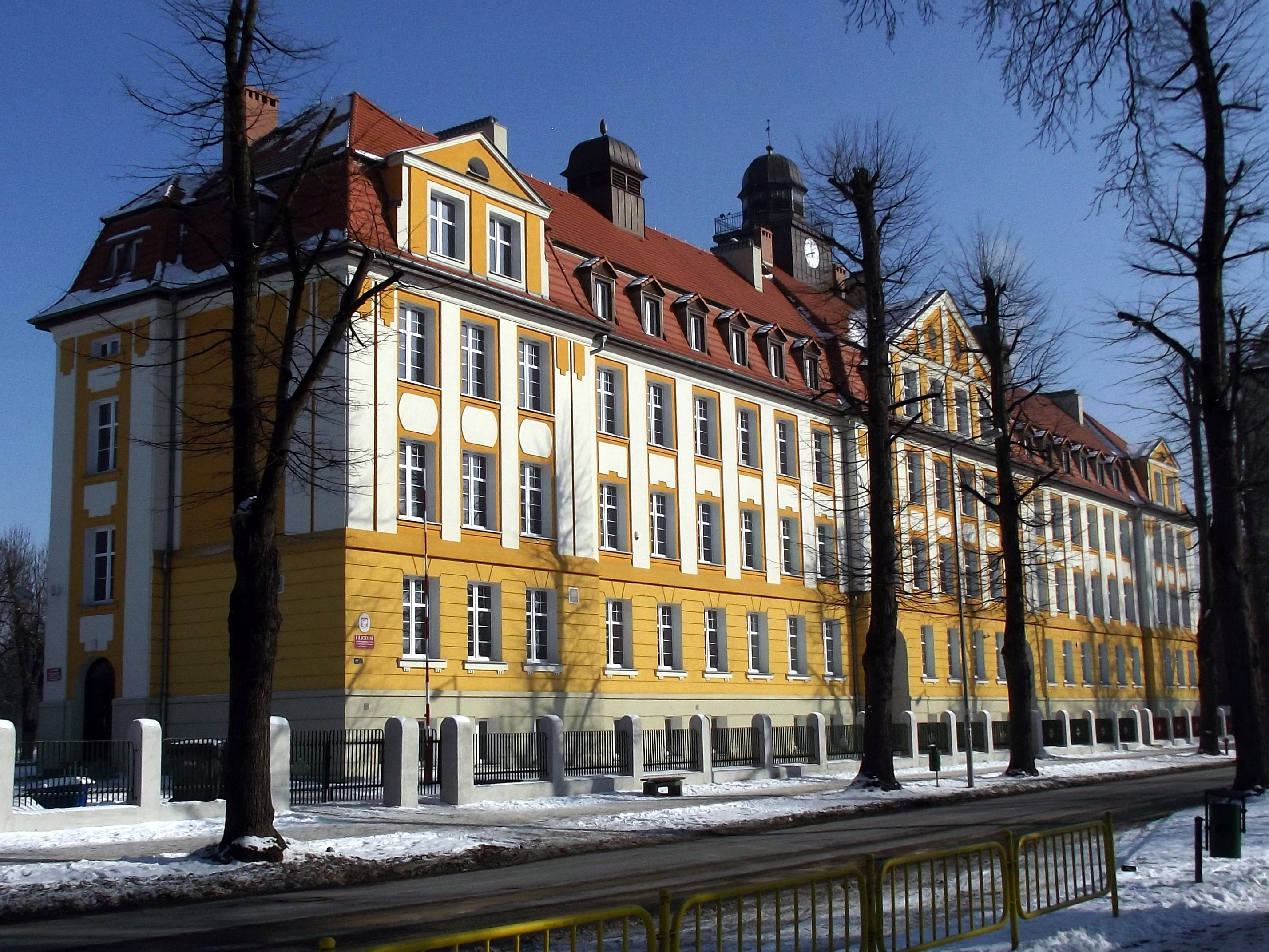
Budynek Liceum Ogólnokształcącego i SP nr 1

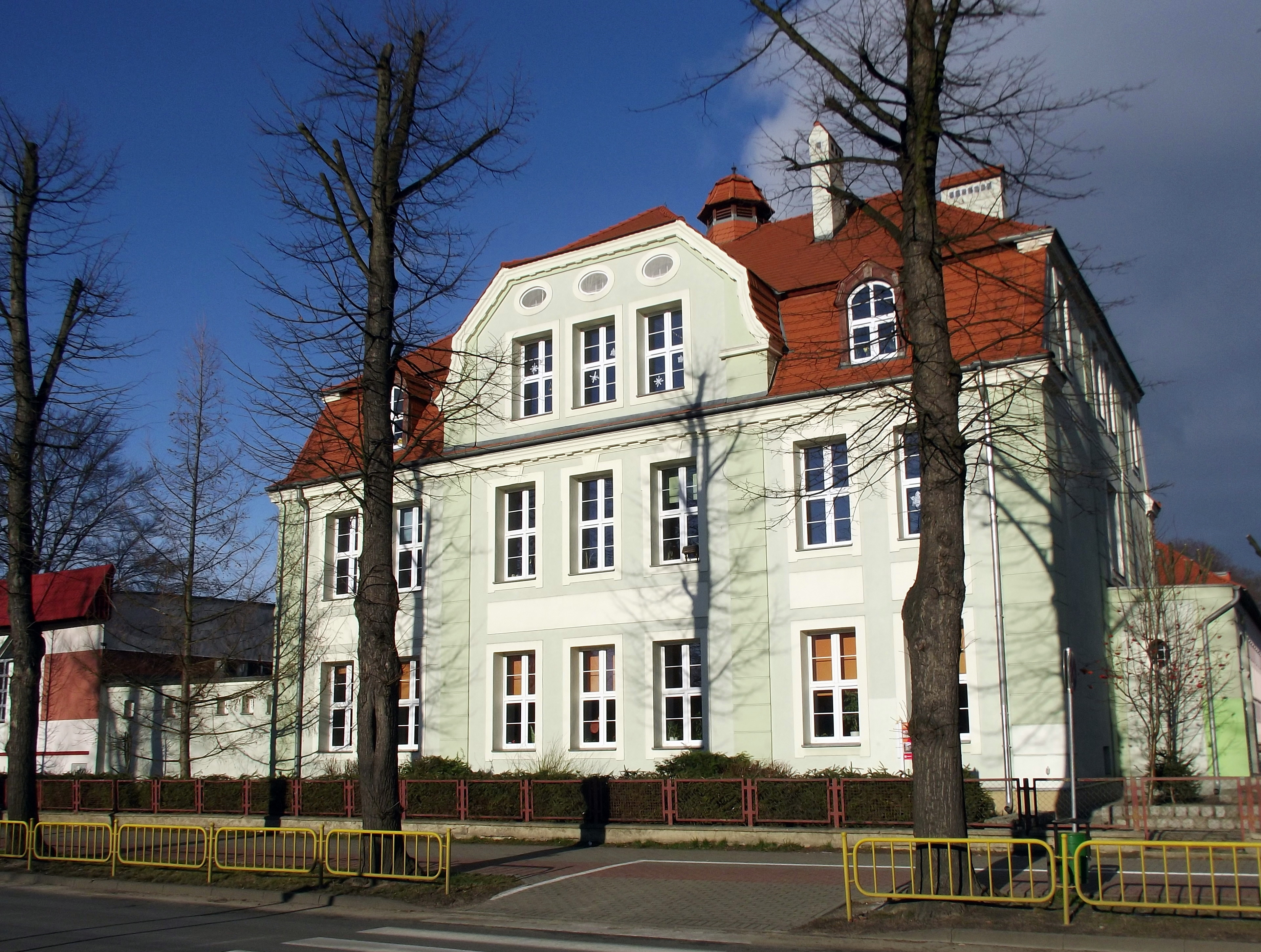
Budynek SP nr 2

Na terenie miasta Międzyrzecz funkcjonują następujące jednostki oświatowe:
- Przedszkola i żłobki
  - Przedszkole nr 1 z Grupami Żłobkowymi „Pod Jarzębinką” w Międzyrzeczu (publiczne, gminne)
  - Przedszkole nr 3 w Międzyrzeczu (publiczne, gminne)
  - Przedszkole nr 4 „Bajkowa Kraina” w Międzyrzeczu (publiczne, gminne)
  - Przedszkole nr 6 im. Jana Brzechwy w Międzyrzeczu (publiczne, gminne)
  - Niepubliczne Przedszkole „Bajkowy Dworek” w Międzyrzeczu (prywatne)
  - Niepubliczne Przedszkole „Bajkowy Zakątek” w Międzyrzeczu (prywatne)
  - Niepubliczne Przedszkole „Bocianie Gniazdo” w Międzyrzeczu (prywatne)
  - Niepubliczne Przedszkole „Jutrzenka” w Międzyrzeczu (prywatne)
  - Niepubliczne Przedszkole Językowe „Tęczowa Akademia” w Międzyrzeczu (prywatne)
  - Niepubliczny Żłobek „Wyspa Szkrabów” w Międzyrzeczu (prywatny)
- Szkoły podstawowe
  - Szkoła Podstawowa nr 1 z Oddziałami Sportowymi w Międzyrzeczu
  - Szkoła Podstawowa nr 2 im. Szarych Szeregów w Międzyrzeczu
  - Szkoła Podstawowa nr 3 im. Powstańców Wielkopolskich w Międzyrzeczu
  - Szkoła Podstawowa nr 4 w Międzyrzeczu (wraz z oddziałami przedszkolnymi)
  - Szkoła Podstawowa nr 6 im. Adama Mickiewicza w Międzyrzeczu
  - Specjalny Ośrodek Szkolno-Wychowawczy im. Marii Konopnickiej w Międzyrzeczu
- Szkoły średnie
  - Liceum Ogólnokształcące im. Heliodora Święcickiego w Międzyrzeczu
  - Centrum Kształcenia Zawodowego i Ustawicznego w Międzyrzeczu
    - Technikum nr 1 im. Stanisława Staszica w Międzyrzeczu
    - Technikum nr 2 im. gen. Augusta Emila Fieldorfa „Nila” w Międzyrzeczu
    - Zasadnicza Szkoła Zawodowa im. gen. Augusta Emila Fieldorfa „Nila” w Międzyrzeczu
- Państwowa Szkoła Muzyczna I stopnia w Międzyrzeczu
- Zakład Doskonalenia Zawodowego w Międzyrzeczu (w tym Ośrodek Kształcenia Zawodowego w Międzyrzeczu)
- Ośrodek Szkolenia i Wychowania OHP w Międzyrzeczu

## Opieka zdrowotna

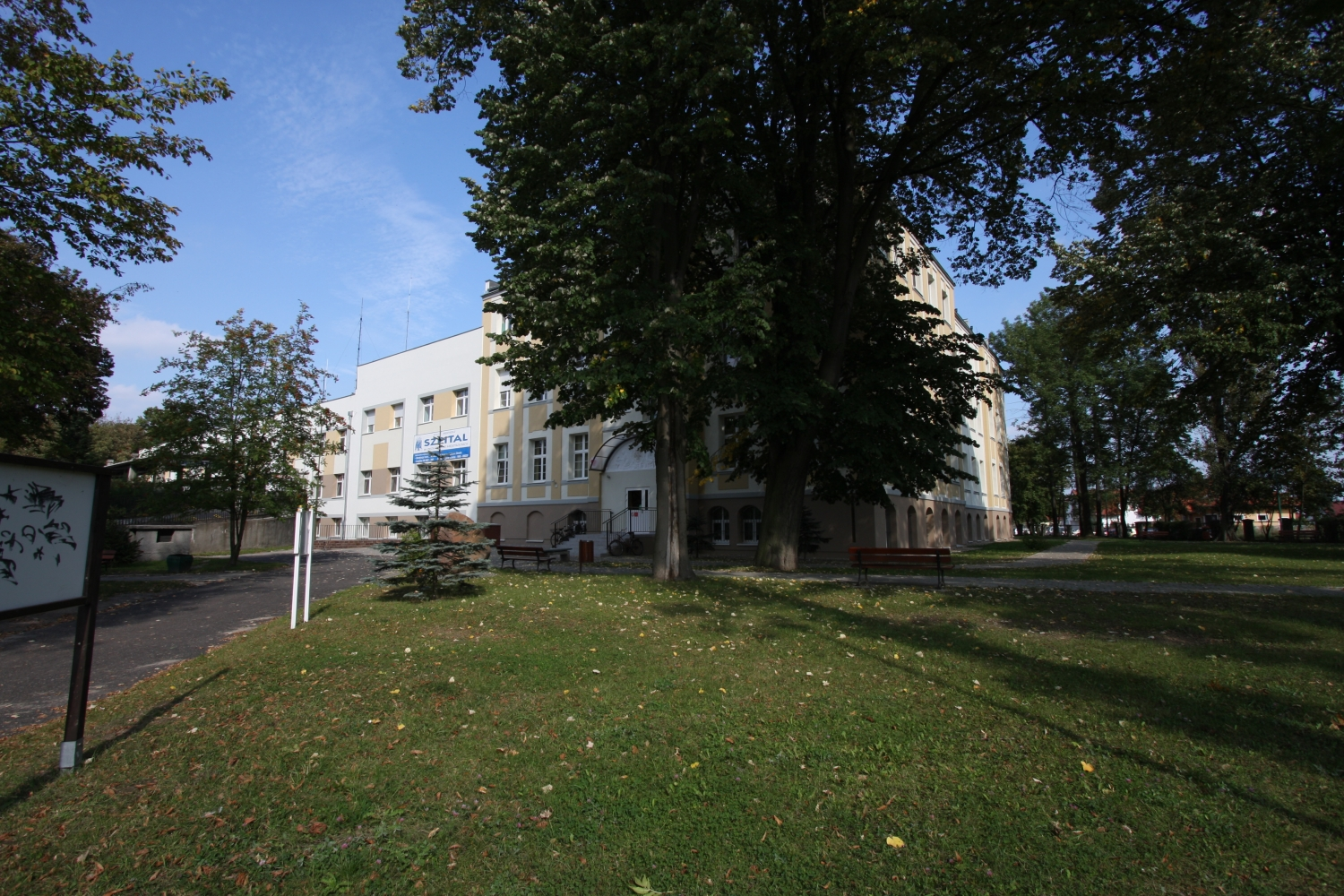
Szpital powiatowy

W mieście dostęp opieki zdrowotnej zapewniają:
- Samodzielny Publiczny Zakład Opieki Zdrowotnej w Międzyrzeczu z oddziałami: Wewnętrznym, Chirurgicznym, Położniczo-ginekologicznym, Noworodkowym, Dziecięcym, Intensywnej opieki medycznej i Całodobową izba przyjęć
- Samodzielny Publiczny Szpital dla Nerwowo i Psychicznie Chorych Międzyrzeczu z oddziałami: Całodobowym psychiatrycznym ogólnym, Całodobowym oddziałem detoksykacyjnym alkoholowym i dla uzależnionych od środków psychotropowych, Całodobowym terapii dla uzależnionych od alkoholu, Całodobowym rehabilitacji psychiatrycznej, Całodobowym oddziałem nerwic, Całodobowym oddziałem psychiatrycznym dla chorych na gruźlicę, Całodobowym oddziałem psychiatrycznym dla chorych somatycznie, Całodobową izbą przyjęć, Neurologicznym
- Niesamodzielny Zakład Opieki Zdrowotnej Zespołowa Praktyka Lekarzy Rodzinnych Pro Vita
- Indywidualne praktyki lekarskie
- Prywatne gabinety lekarskie
- Poradnie lekarskie przy Samodzielnym Publicznym Zakładzie Opieki Zdrowotnej w Międzyrzeczu

## Wspólnoty religijne

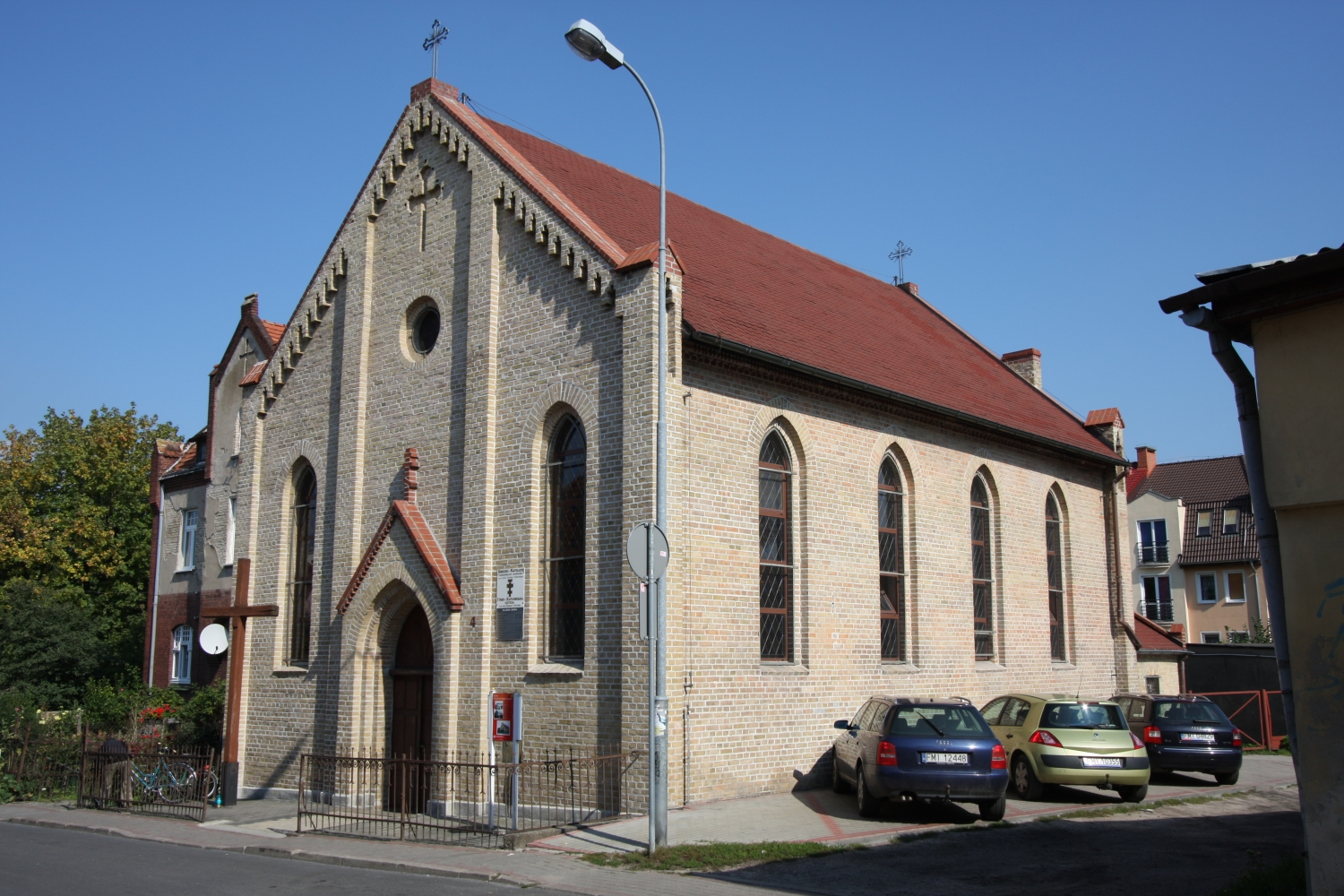
Budynek cerkwi greckokatolickiej z XIX wieku

Na terenie miasta działalność religijną prowadzą następujące związki wyznaniowe:

### Kościół Chwały
- Kościół lokalny Kościoła Chwały w Warszawie

### Kościół Ewangelicko-Metodystyczny
- Parafia Ewangelicko-Metodystyczna w Międzyrzeczu

### Kościół Greckokatolicki
- Parafia Greckokatolicka Świętych Cyryla i Metodego w Międzyrzeczu

### Kościół katolicki
Na terenie Międzyrzecza znajduje się sanktuarium Pierwszych Męczenników Polski zwanych także Męczennikami Międzyrzeckimi albo Pięcioma Braćmi Męczennikami, którzy zginęli w nocy z 10 na 11 listopada 1003 roku najprawdopodobniej na terenie dzisiejszej wsi Święty Wojciech, nieopodal ówczesnego grodu Międzyrzecz. Kustoszami relikwii są księża pallotyni.
- Parafia św. Jana Chrzciciela w Międzyrzeczu
- Parafia św. Wojciecha w Międzyrzeczu
- Filia parafii pw. Miłosierdzia Bożego w Bobowicku – Kościół pw. Podwyższenia Krzyża Św. w Międzyrzeczu-Obrzycach
- Parafia wojskowa Ducha Świętego w Międzyrzeczu na terenie garnizonu 17 Brygady Zmechanizowanej
- Parafia pw. Pierwszych Męczenników Polski

### Świadkowie Jehowy
- zbór Międzyrzecz (Sala Królestwa)[69]

## Media lokalne
Od marca 1991 roku w mieście wydawany był nieistniejący już miesięcznik Kurier Międzyrzecki. Od kwietnia 1999 roku ukazuje się miesięcznik Powiatowa. Na początku XXI wieku istniał również miesięcznik Gazeta Powiatowa. Od stycznia 2011 roku wydawany jest miesięcznik Przekrój Lokalny (gminę Międzyrzecz obejmuje zakresem mutacja C tej gazety). Od października 2014 do listopada 2018 roku ukazywał się tygodnik o charakterze informacyjno-publicystycznym Głos Międzyrzecza i Skwierzyny (wcześniej podobną funkcję pełniły lokalne strony Gazety Lubuskiej).

## Turystyka
- Ośrodki wypoczynkowe nad jeziorem Głębokie
- Spływy kajakowe rzekami Obrą (zwłaszcza na odcinku Święty Wojciech-Gorzyca-Zalew Bledzewski) i Paklicą
- Gospodarstwa agroturystyczne w okolicach miasta

Przez miasto przebiega wiele szlaków i dróg turystycznych:
- Drogi turystyczne
  - Droga Cystersów
  - Międzynarodowa trasa rowerowa R1
- Szlaki piesze
  -  szlak Kursko – Gorzyca – Międzyrzecz – Kuligowo (dł. 12,5 km)
- Szlaki rowerowe
  -  od Międzyrzecza do jeziora Głębokiego, biegnący poprzez północne obszary gminy (dł. 95 km)
  -  Zarzyń – Kęszyca – Międzyrzecz – Bobowicko – Kuligowo – Stołuń (dł. 35 km)
  -  Gościkowo – Skoki – Kuźnik – Międzyrzecz – Chycina (dł. 35 km)
  -  Międzyrzecz – Rokitno (dł. 14 km)

- Lubuskie szlaki Nordic walking – Trójkąt Sakralny

W Międzyrzeczu i okolicach leżą trzy najważniejsze ośrodki sakralne regionu. Rokitno z sanktuarium maryjnym, Gościkowo-Paradyż pełniące obecnie funkcję seminarium duchownego, wcześniej funkcjonowało jako cysterskie opactwo oraz Międzyrzecz (Święty Wojciech), gdzie ponad 1000 lat temu zamordowano pierwszych polskich męczenników.
- Na Głębokie (czerwony) – Międzyrzecz-Głębokie-Międzyrzecz (dł. 24 km)
- Cysterski (zielony) – Międzyrzecz-Bledzew-Miedzyrzecz (dł. 34 km)

## Sport i rekreacja

### Kluby
- Orzeł Międzyrzecz (założony 15 kwietnia 1945) – męski klub piłkarski, występujący w gorzowskiej klasie A
- KS Orzeł Międzyrzecz – męski klub siatkarski występujący w II lidze
- MKT Tenis Club Poland-Orzeł Międzyrzecz (założony 15 listopada 1993) – męski i żeński klub tenisowy
- MSBS Międzyrzecz – męski klub brydża sportowego
- MTB MOSiW Międzyrzecz – Międzyrzecki Klub Rowerzystów
- UKS Kasztelan Międzyrzecz – klub młodzieżowy
- UKS Gimnazjum 1 Międzyrzecz – klub młodzieżowy
- UKS Orliki Międzyrzecz – klub młodzieżowy
- UKS Trójka Międzyrzecz – klub młodzieżowy
- UKS Dowbor Międzyrzecz – klub młodzieżowy

### Obiekty

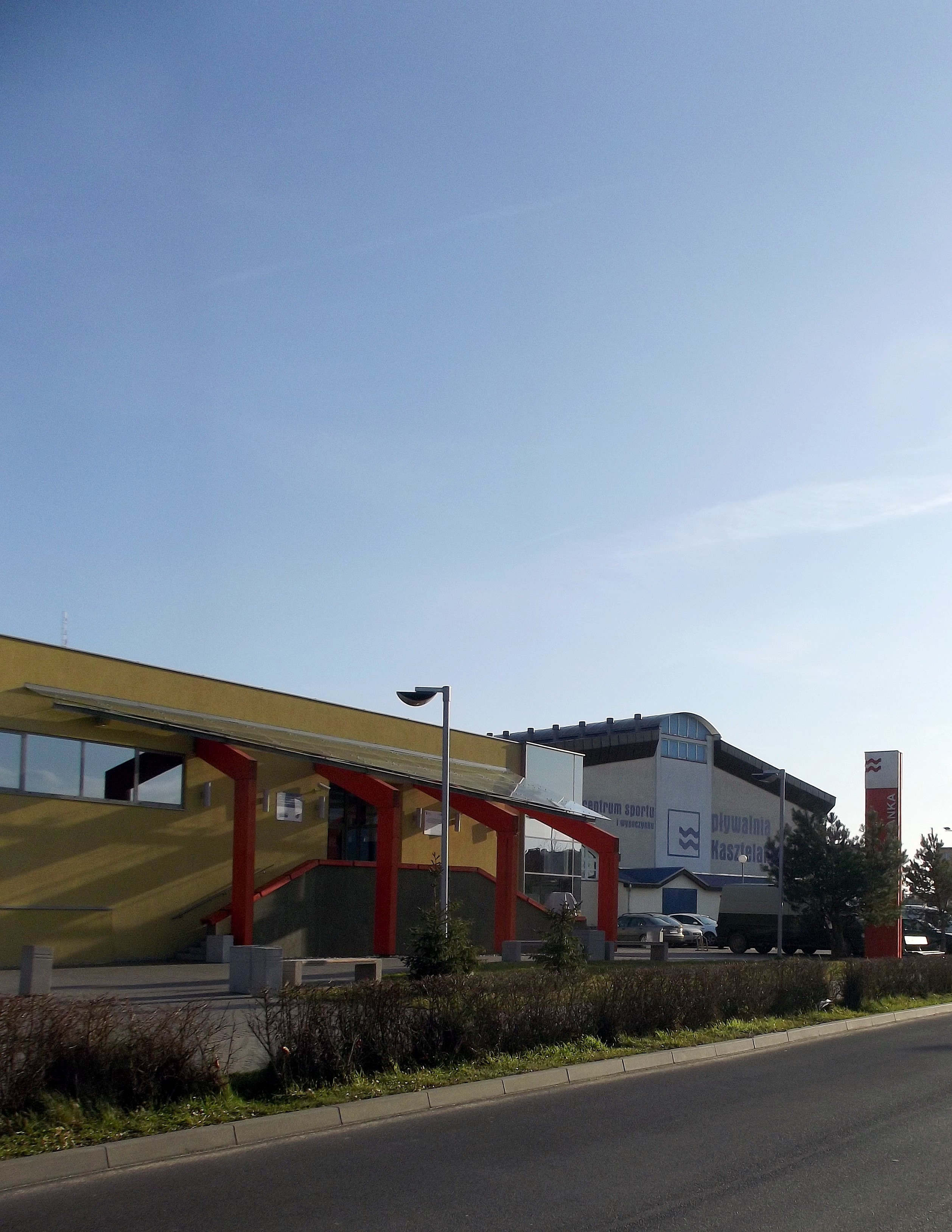
Basen i hala sportowa

- Stadion Miejski w Międzyrzeczu – kompleks obiektów sportowych przy ulicy Mieczysława Mikuły 1, otwarty 1 maja 1936, jako Plac Majowy
- Hala Widowiskowo-Sportowa – hala na Osiedlu Kasztelańskim 8 A, otwarta 25 czerwca 1999 (z boiskami do wszystkich gier halowych)
- Pływalnia Miejska Kasztelanka – kompleks krytych basenów na Osiedlu Kasztelańskim 8 B, otwarty 5 grudnia 2009 (w tym basen 25-metrowy)
- Stadion Sportowy Zdrowie w Obrzycach – kompleks obiektów sportowych przy ulicy Poznańskiej 109

## Administracja
Miasto jest siedzibą miejsko-wiejskiej gminy Międzyrzecz (Urząd Miejski w Międzyrzeczu) oraz powiatu międzyrzeckiego (Starostwo Powiatowe w Międzyrzeczu).
W Międzyrzeczu swoje siedziby mają między innymi: Komenda Powiatowa Państwowej Straży Pożarnej, Komenda Powiatowa Policji, Sąd Rejonowy wraz z Aresztem Śledczym, Prokuratura Rejonowa, Powiatowy Urząd Pracy, Szpital im. Pięciu Świętych Braci Międzyrzeckich, Samodzielny Publiczny Szpital dla Nerwowo i Psychicznie Chorych, Powiatowe Centrum Pomocy Rodzinie, Muzeum Ziemi Międzyrzeckiej im. Alfa Kowalskiego.
Obsługę pocztową zapewnia Urząd Pocztowy Międzyrzecz 1 wraz z trzema agencjami pocztowymi (na terenie Obrzyc, Os. Zachodniego i ul. Piastowskiej).

### Burmistrzowie Międzyrzecza
- Eugeniusz Ziarkowski (od 1990 do 1994)
- Władysław Kubiak (od 1994 do 2002)
- Tadeusz Dubicki (od 2002 do 2014)
- Remigiusz Lorenz (od 2014)

## Współpraca międzynarodowa
Po transformacji systemowej władze Międzyrzecza nawiązały współpracę z sześcioma jednostkami samorządowymi z państw zachodnich (kolejność alfabetyczna):
- Andrésy – od 1997 (nieoficjalnie), od 8 października 2005 (oficjalnie)
- Bad Freienwalde – od 4 maja 2001
- Berlin-Wilmersdorf – od 23 października 1993
- Halderberge – od 1988 (tylko nieoficjalnie)
- Haren (Ems) – od 24 października 1991
- Vlagtwedde – od 24 października 1991

Realizacją porozumień kieruje Stowarzyszenie „Kontakt” (utworzone 21 października 1991) oraz właściwy wydział Urzędu Miejskiego.